# 폴 고갱
폴 고갱(Paul Gauguin, 1848년 6월 7일 ~ 1903년 5월 8일)은 프랑스의 탈인상주의 화가이다. 파리에서 태어났다. 생전에는 그리 평가받지 못하였으나 오늘날에는 인상주의를 벗어나 종합주의 색채론에 입각한 작품을 남긴 화가로 널리 인정받고 있다. 생의 마지막 10여년을 타히티를 비롯한 프랑스령 폴리네시아에서 생활하며 작업하였고 이 시기 작품이 그의 대표작이 되었다.
고갱의 작품은 파블로 피카소나 앙리 마티스와 같은 프랑스 아방가르드 작가들에게 영감을 주었다. 고갱 사후 파리의 아트딜러 앙브루아즈 볼라르는 두 번의 유작전을 파리에서 개최하였고 그제서야 명성을 얻게 되었다. 고갱은 상징주의를 대표하는 인물 가운데 하나로 회화뿐만아니라 조각, 판화, 도예, 저술 등의 다방면에서 작품을 남겼다. 고갱의 화풍은 클루아조니즘으로부터 많은 영향을 받았으며 대표작들의 주제는 원시주의에 바탕을 두었다.

## 생애

### 유년기

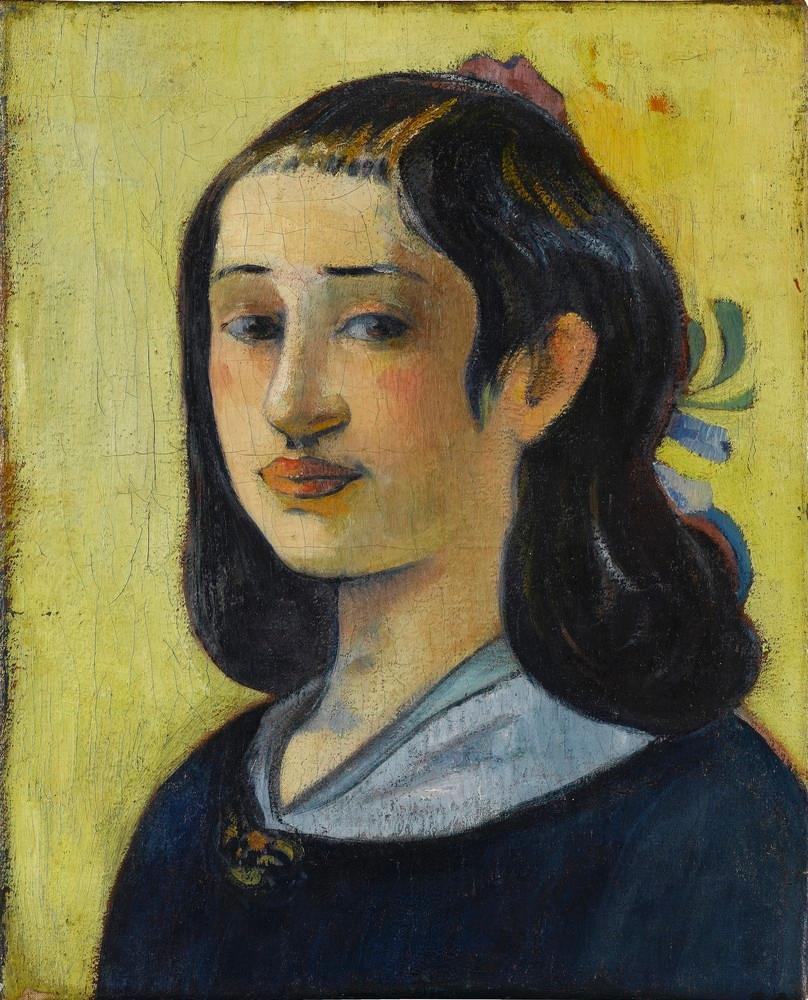
알린 마리 샤잘 트리스탕(1825–1867) "화가의 어머니", 1889년, 슈타츠갈러리 슈투트가르트 소장.

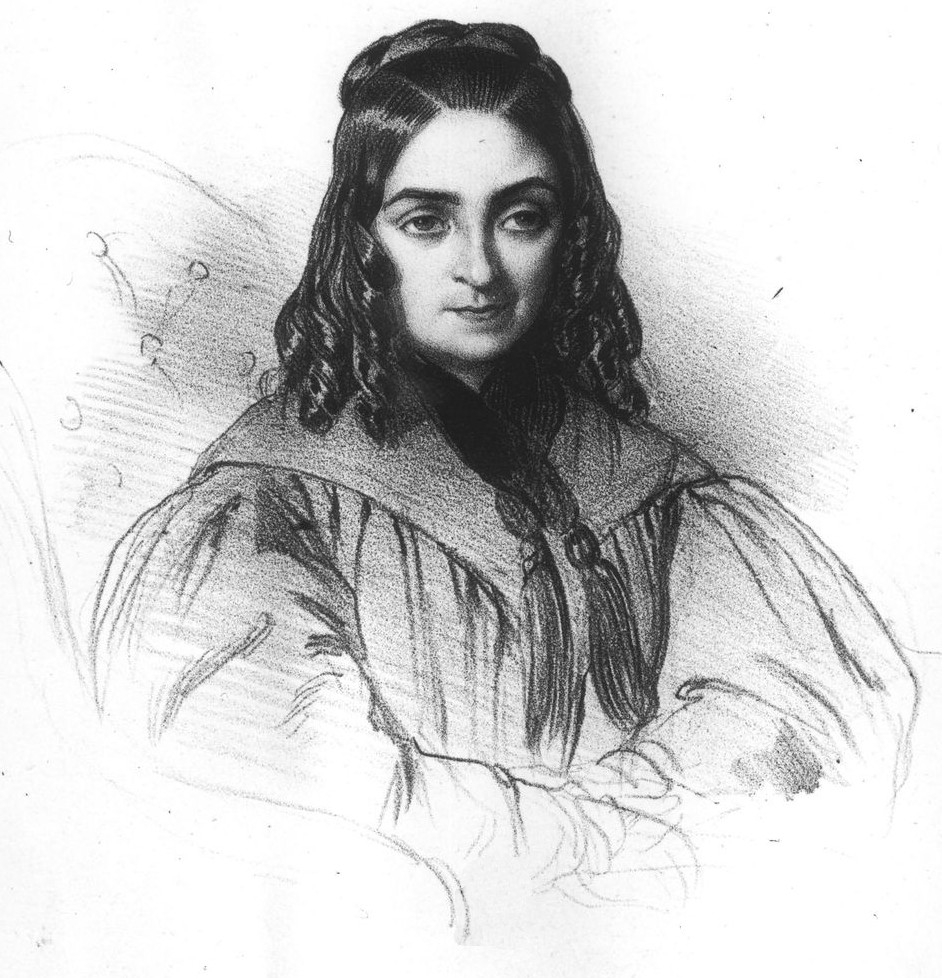
고갱의 외할머니 플로라 트리스탕(1803–1844), 1838년.

폴 고갱은 1848년 6월 7일 파리에서 아버지 클로비스 고갱과 어머니 알린 샤잘 사이에서 태어났다. 당시 유럽에서는 1848년 혁명이 한창이었다. 그의 아버지 클로비스는 당시 34세로 오를레앙에서 이주한 사업가 집안 출신의 자유주의 언론인이었다. 클로비스는 신문에 낸 기고문 때문에 프랑스 당국으로부터 추방령을 받았다. 어머니 알린은 당시 22세로 인그레이빙 작가였던 앙드레 샤잘과 사회주의 활동가였던 플로라 트리스탕의 딸이었다. 트리스탕은 앙드레 샤잘의 폭력과 학대 때문에 결별하였다.
폴 고갱의 외할머니였던 플로라 트리스탕은 "만국의 노동자여 단결하라"는 유명한 구호를 최초로 제안한 사람이다. 귀족의 사생아였고 그로 인해 페루와 인연이 있던 트리스탕은 혁명 강연을 다니다 보르도에서 1844년 병사하였다. 폴 고갱은 외할머니를 이상화하여 흠모하였으며 그녀의 저술을 평생 가지고 다녔다. 1850년 프랑스에서 더 이상 살 수 없게 된 클로비스는 장모인 트리스탕의 연줄을 통해 페루에서 언론인 경력을 계속 쌓고자 하였다. 클로비스는 가족을 동반하고 여행길에 올랐으나 심장마비로 사망하였고 페루에는 아내 알린과 18개월 된 폴 고갱 그리고 2살 반이었던 누나 마리만이 도착하게 되었다. 다행이 페루에서 알린을 맞이한 외종조부는 차기 대통령직이 확실한 정치인이었고 알린과 식솔을 환대하였다. 훗날 고갱은 페루에서의 시기를 그의 생애에서 가장 풍족하고 행복한 때로 회상하였다.
1854년 후견자가 실각하자 알린 가족은 더 이상 페루에 머무를 수 없는 처지가 되었다. 그녀는 아이들을 데리고 남편의 조부인 기욤 고갱이 살고 있는 오를레앙으로 갔다. 그러나 오를레앙은 알린의 어머니와 배다른 귀족 형제인 트리스탕 모스코소 가문이 영향력을 행사하는 곳이었고 알린은 이들의 괴롭힘을 피해 다시 파리로 돌아갈 수 밖에 없었다. 알린은 파리에서 바느질을 하며 생계를 유지하였다.

### 학업과 직업
고갱은 지역의 학교 두어 곳을 옮겨 다니다 명문으로 평가되던 루아레의 라 사펠-상-메스밍에 있는 가톨릭계 소 신학교(라틴어:minor semitarium)로 편입하였다. 고갱은 이 학교에서 3년을 보낸 뒤 파리에 있는 해군 예비학교인 로리올 학원에 입학하였다. 얼마 후 고갱은 다시 오를레앙의 리시 잔 다르크 학교로 편입하여 그곳에서 졸업하였다. 졸업 후 구한 직업은 상선 해병을 위한 도선사였다. 3년간 도선사 생활을 한 고갱은 프랑스 해군에 입대하여 2년 동안 복무하였다.
1867년 7월 7일 어머니 알린이 사망하였으나 고갱은 누나 마리가 인도까지 달려와 알려주기 전까지 몇 개월 동안 그 소식을 알지 못했다.1871년 파리로 돌아온 고갱은 증권회사에 취직하였다. 가족과 친한 지인이었던 구스타프 아로사가 마련해 준 자리로 취직 당시 고갱의 나이는 23세였다. 고갱은 성공한 파리지앵 증권 중개인이 되어 11년을 근무하였다. 1879년 고갱의 수입은 연간 3만 프랑으로 2008년 기준으로 환산할 때 12만 5천 달러 정도가 된다. 1억 5천만 원이 넘는 거액이다. 고갱은 미술품 거래에서도 많은 돈을 벌었다. 그러나 1882년 파리 증권시장이 붕괴하면서 그는 더 이상 증권 거래로 수입을 얻을 수 없게 되었고 전업 화가가 되기로 결심한다.

### 결혼
1873년 고갱은 덴마크 출신의 메테-소피 가드(1850년 – 1920년)와 결혼하였다. 이후 10년 동안 살면서 둘은 다섯 명의 자녀를 두었다. 1884년 가족은 코펜하겐으로 이주하였다. 그는 생계를 위해 방수포 판매를 하였지만 실패하였다. 고갱은 덴마크어를 하지 못했고 덴마크 사람들은 프랑스제 방수포를 사려고 하지 않았기 때문이다. 아내인 가드가 외교관을 위한 프랑스어 수업을 하면서 가족의 생계를 떠안았다.
11년간 이어져 오던 중산층의 결혼 생활은 고갱이 전업 화가가 되면서 주저 앉았다. 살림이 급격히 기울자 아내는 고갱에게 떠나달라 요구하였고 고갱은 1885년 파리로 돌아갔다. 부부가 마지막으로 만난 것은 1891년이었고 1894년에 가드는 결별을 선언하였다.

### 그의 첫 작품

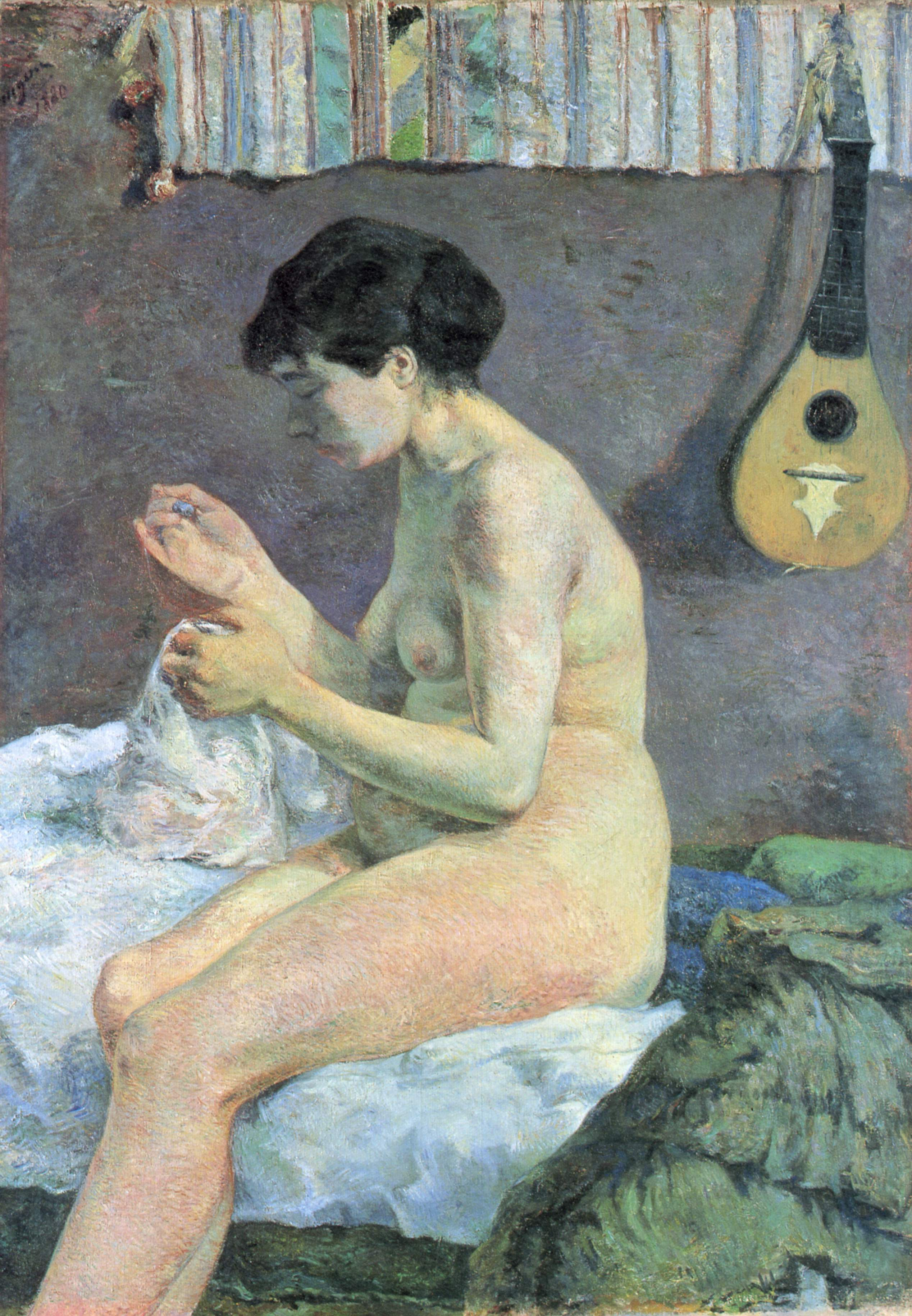
누드 습작, 1880년, 글립토테크 미술관

증권회사에 입사한 지 얼마 지나지 않았던 1873년 고갱 취미로 그림을 그리기 시작했다. 당시 그는 파리 9구에 살고 있었는데 근처에 종종 인상파 화가들이 모이는 카페가 있었다. 고갱은 카미유 피사로와 친분을 맺고 이들과 어울렸다. 고갱은 일요일에 피사로를 방문하여 채소밭에서 그림을 그렸다. 1877년 고갱은 "다리를 건너 빈곤층이 사는 신시가"인 보지라르 구역에 화실이 딸린 집을 마련하고 이사하였다. 그는 여기서 전직 증권 중계인이자 화가로 전업한 에밀 슈페네커와 친밀한 사이가 되었다. 고갱은 《보지라르의 채소밭》과 같은 그림을 1881년과 1882년 인상파 전시회에 출품하였으나 멸시를 당하였다. 오늘날 이 그림은 높은 평가를 받고 있다.
1882년 주식시장 붕괴는 미술시장 역시 위축시켰다. 당시 인상주의 화가들의 작품을 취급하던 아트딜러 가운데 가장 큰 손이었던 폴 뒤랑 루엘 역시 큰 타격을 입었고 고갱과 같은 신규 작가의 작품을 구입할 여력은 없었다. 이런 상황에서 고갱은 2년간 전속 계약을 맺고 작업하였으며 느리긴 하지만 차츰 인지도를 쌓게 되었다. 2년 동안 고갱을 피사로와 함께 작업하였으며 간간히 폴 세잔과도 작업하였다. 1883년 10월 폴 고갱은 피사로에게 자신이 어떠한 댓가를 치르고서라도 전업 화가의 길을 걷기로 결심했으니 도와달라는 편지를 썼다. 이듬해 1월 고갱은 가족들과 함께 루앙으로 이사하였다. 루앙은 파리보다 집값이 싸지만 멀지는 않아서 고갱은 여름이 오면 피사로를 만나러 갈 수 있을 것이라고 기대하였다. 그러나 이런 모험은 그해말 메테가 아이들을 데리고 코펜하겐으로 가면서 끝났다. 고갱은 1884년 11월 자신의 작품과 도구를 코펜하겐으로 보내고 곧이어 자신도 아내에게 갔다. 이때 보낸 작품들 몇 점은 아직도 코펜하겐에 소장되어 있다. 앞서 서술한 것처럼 그들의 코펜하겐 삶은 녹녹치 않았고 1년여 만에 고갱은 파리로 돌아갔다.

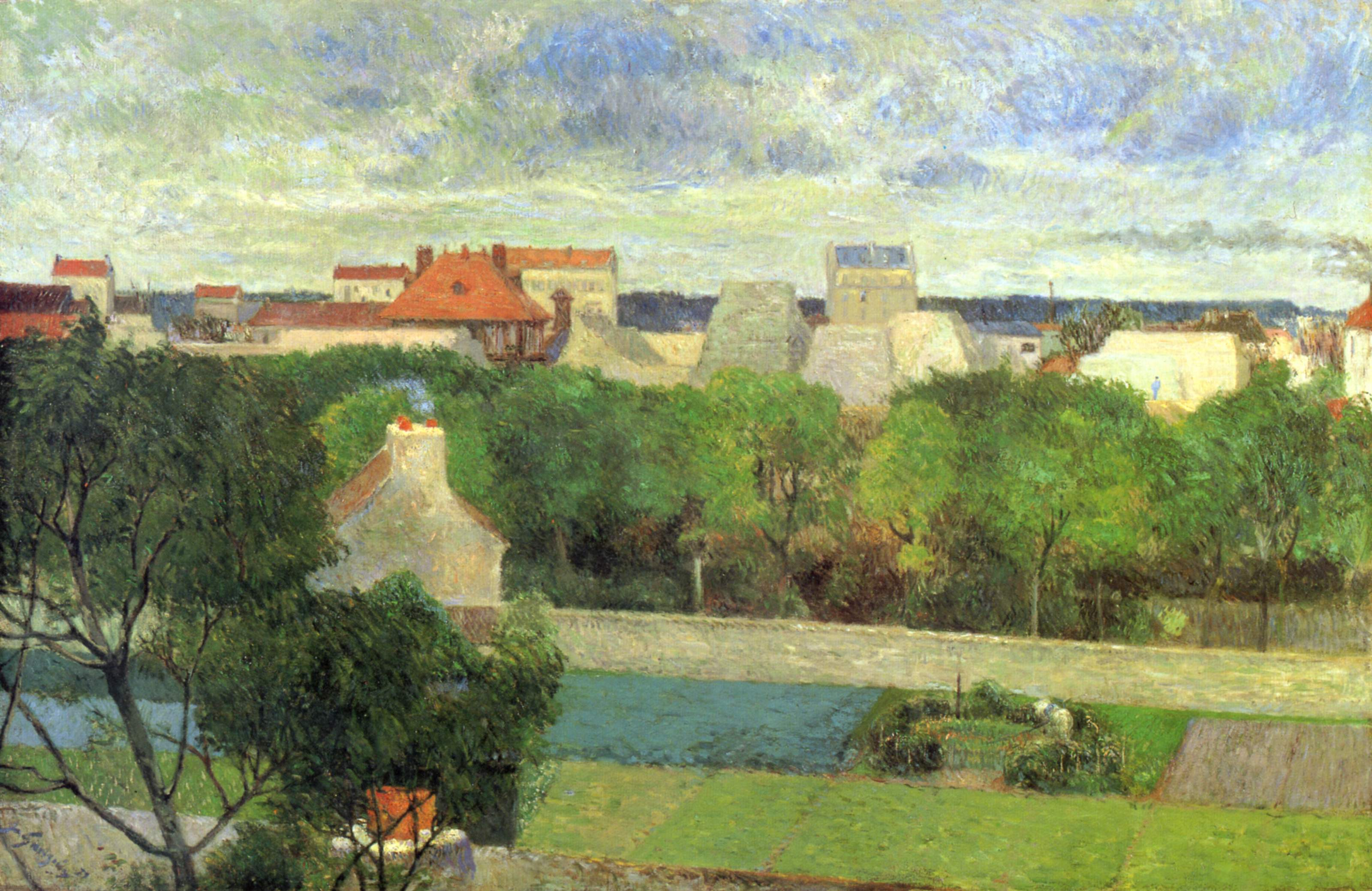
《보지라르의 채소밭》, 1879년, 스미스 대학 미술관
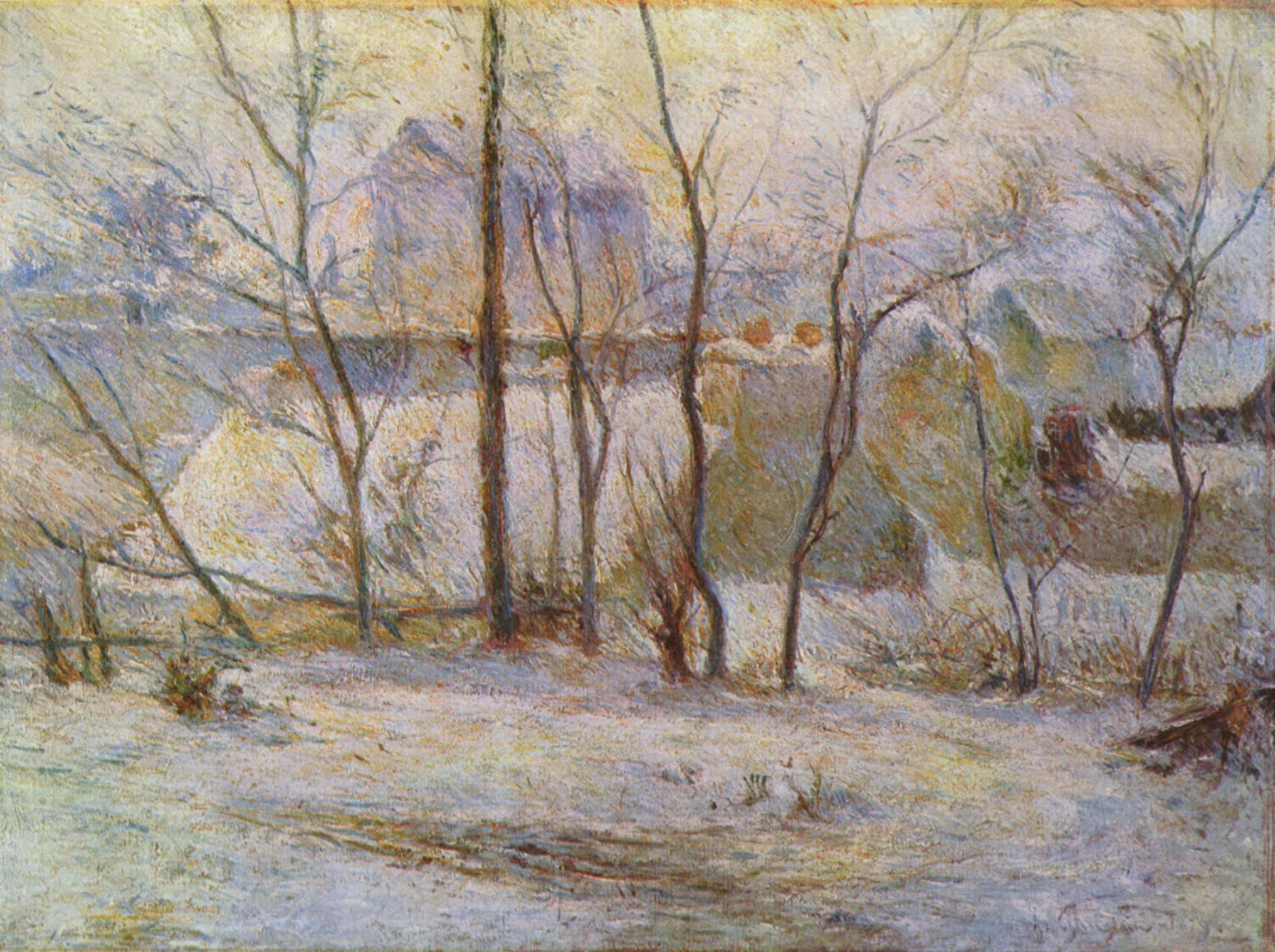
《겨울 풍경》, 1879년, 부다페스트 미술관
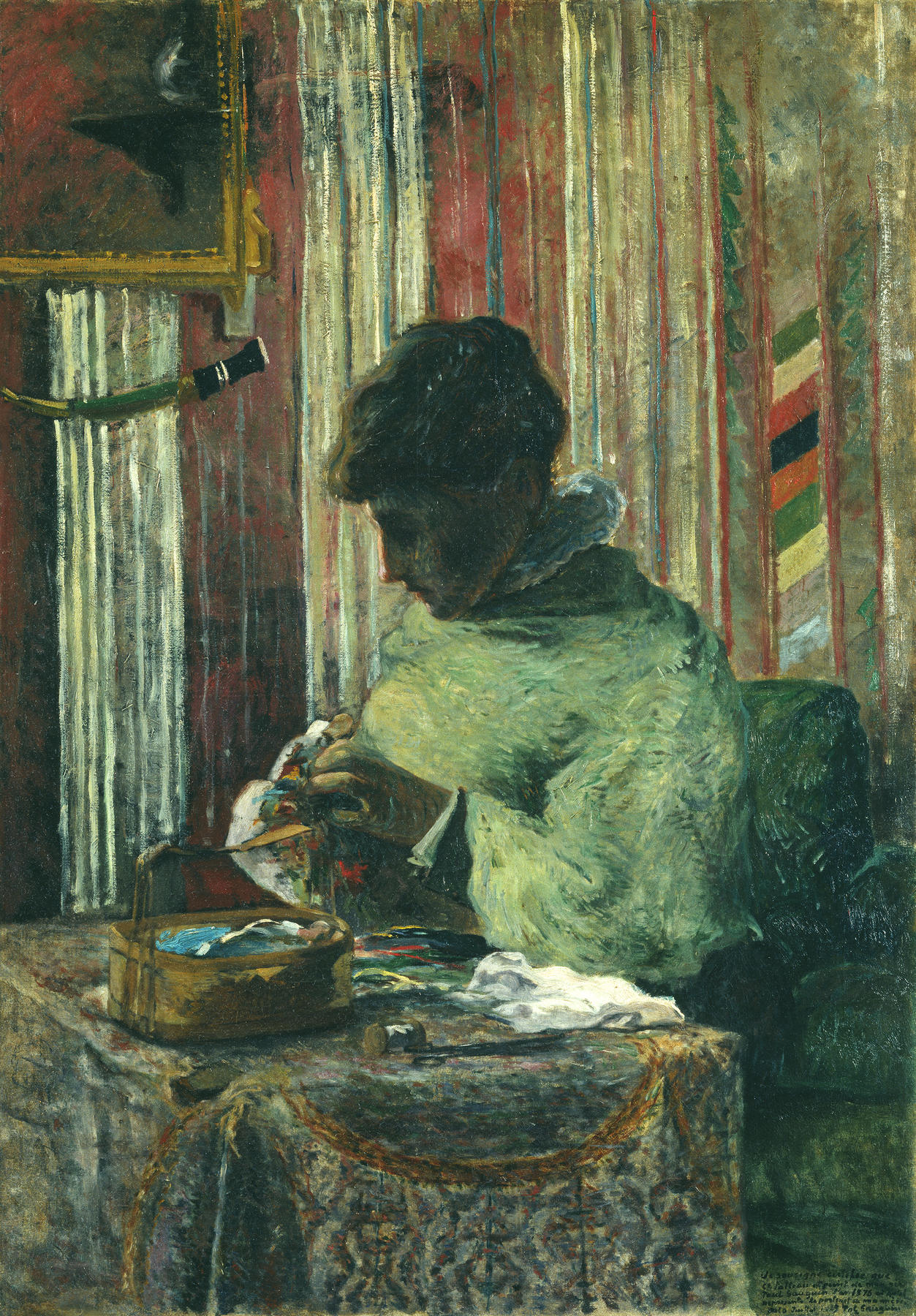
《고갱 부인의 초상》약 1880–81년, 뷔흘러 재단, 취리히
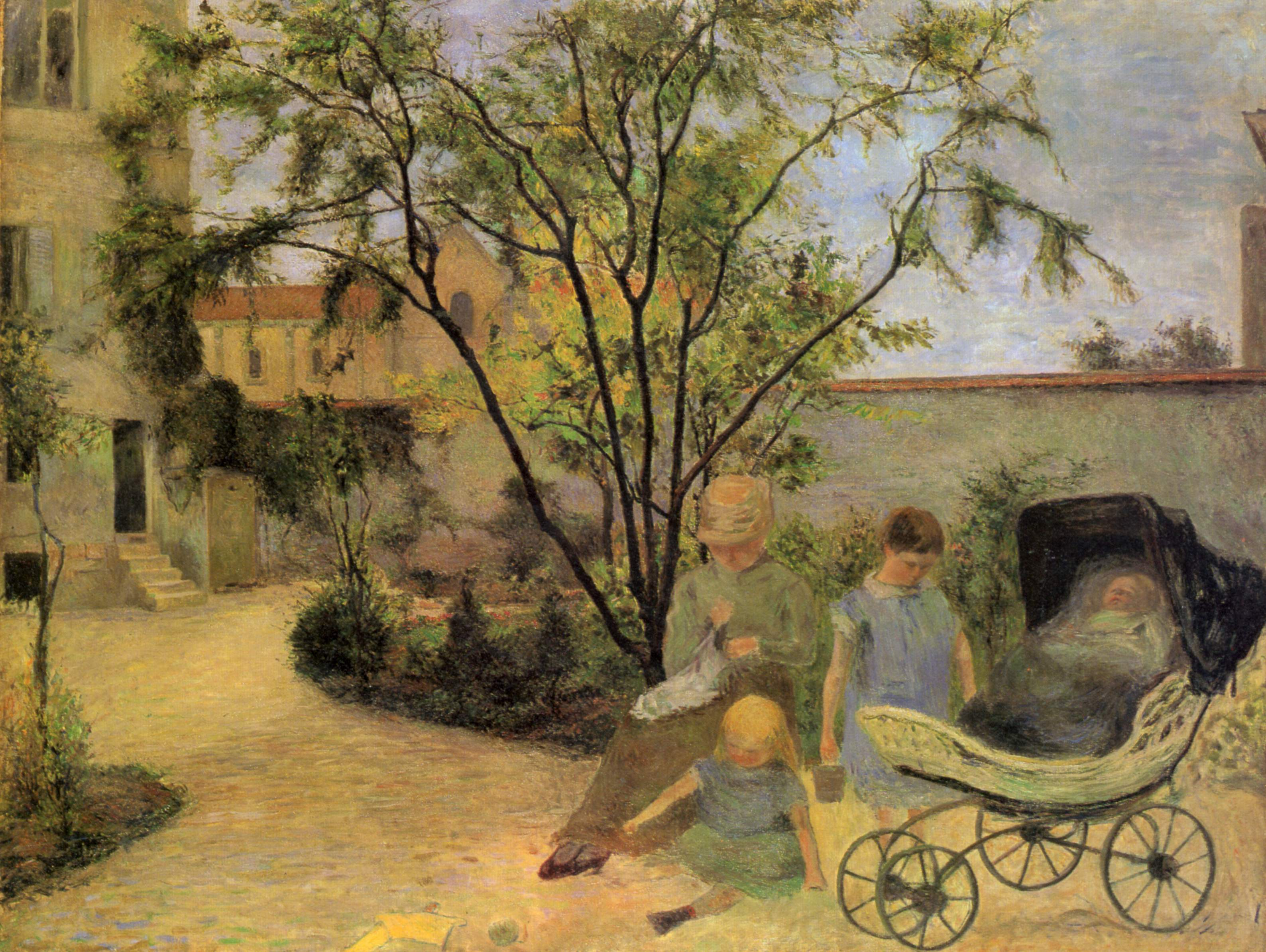
《보지라르 정원 (루 카르셀 정원에 있는 화가의 가족)》, 1881년, 글립토테크 미술관, 코펜하겐

### 그의 프랑스 시기 1885년 – 1886년
고갱은 6살난 아들 클로비스와 함께 파리로 돌아왔다. 다른 아이들은 코펜하겐에서 메테가 키웠다. 파리의 미술계는 다시 돌아온 고갱을 반기지 않았다. 겨울이 닥치자 고갱은 밑바닥 일들을 하며 혹독한 빈곤을 겪었다. 클로비스가 병을 앓게 되자 고갱은 누나 마리의 돈으로 아들을 기숙 학교에 입학시켰다. 1885년 한 해 동안 고갱은 몇 점 밖에 그림을 그릴 수 없었다. 1886년 8회차이자 마지막이었던 인상파 전람회에 고갱은 19 점의 그림과 목판화를 출품하였다. 이 때 전시된 작품은 대부분 루앙이나 코펜하겐에서 그린 것으로 새로 작업한 것이라곤 예전에 그렸던 《목욕하는 여인》의 누드 위로 옷을 덧입힌 것이 고작이었다. 그럼에도 불구하고 펠릭스 브라크몽이 고갱의 작품 하나를 샀다. 이 전시회는 당대 아방가르드의 선두로 평가받던 조르주 쇠라의 작품도 전시하였는데 고갱은 쉬라의 신인상주의니 점묘법이니 하는 것을 경멸하였다. 이는 인상주의 전람회를 주선하고 쉬라를 초대한 피사로와 의견 대립으로 이어졌고 결국 둘은 절교하였다.
고갱은 1886년 여름을 브르타뉴반도의 퐁타벤에서 보냈다. 고갱이 이곳을 고른 이유는 무엇보다 물가가 쌌기 때문이다. 그러나 얼마지나지 않아 이곳에 젊은 화가들이 몰려든다는 것을 알아챘다. 고갱은 다혈질에 권투와 펜싱을 즐기는 사람이었지만 이 느긋한 휴양지에서 새로운 친분을 쌓는데는 어려움이 없었다. 이 시기 고갱은 주로 풍경화를 그렸다. 퐁타벤의 화가 모임을 주도하는 사람은 찰스 라발로 고갱에게 파나마와 마르티니크의 이국적 풍광에 대해 이야기하는 걸 즐겼다.
이 여름에 고갱은 제8차 인상파 전람회에 출품하였던 피사로 화풍의 누드화를 찢어버리고 대신 《브르타뉴의 양치는 소녀》와 같은 풍경화를 그렸다. 당시 퐁타벤에는 영국의 랜돌프 칼데콧이 그린 삽화를 사용한 브르타뉴 여행 안내서가 돌아다니고 있었는데 고갱은 이 안내서의 그림들을 의도적으로 따라 그렸다. 그러면서 새로 사귄 화가들처럼 자신의 작품도 보다 원색을 많이 쓰는 화풍으로 변화를 시도하면서 브르타뉴 지역의 소녀를 소재로 한 그림들을 그렸다. 이때의 습작들은 나중에 파리로 돌아와 《네 명의 브르타뉴 여성》과 같은 작품을 제작하는 바탕이 되었다.
고갱은 라발의 권유대로 파나마와 마르티니크를 여행하였고, 여행 뒤엔 다시 찰스 라발, 에밀 베르나르, 에밀 슈페네커를 비롯한 여러 화가들과 함께 퐁타벤을 방문하였다. 이들은 상징주의를 내세우고 퐁타벤 화파를 결성하였다. 고갱은 유럽의 전통적 화풍, 특히 인상주의가 상징주의의 입장에서 볼 때 너무나 부족하다고 여겼고 아프리카와 동양의 미술이 갖는 강렬함에 끌렸다. 당시 유럽에선 특히 일본의 채색판화가 선풍적인 인기를 끌고 있었다. 1889년 벨기에의 화가 스무명이 결성한 레 베(프랑스어: Les XX, 20}}는 고갱의 개인전을 열었다.

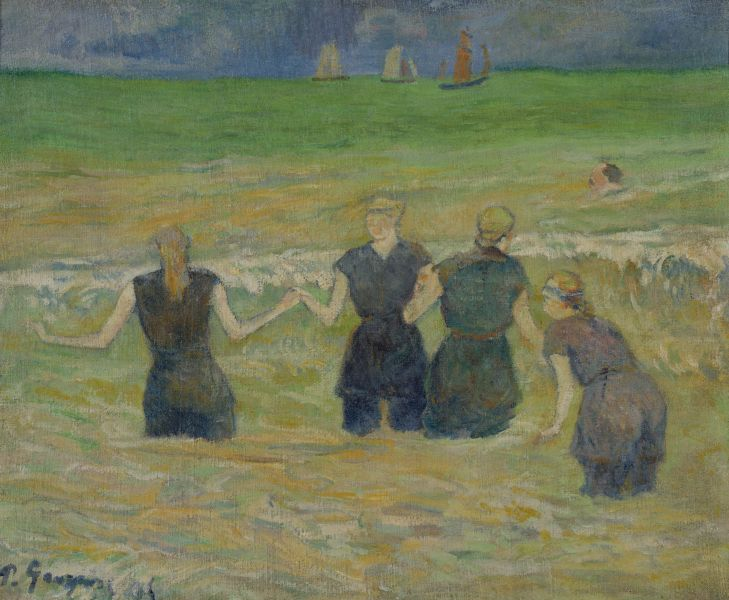
《목욕하는 여인들》, 1885년, 국립서양미술박물관, 도쿄
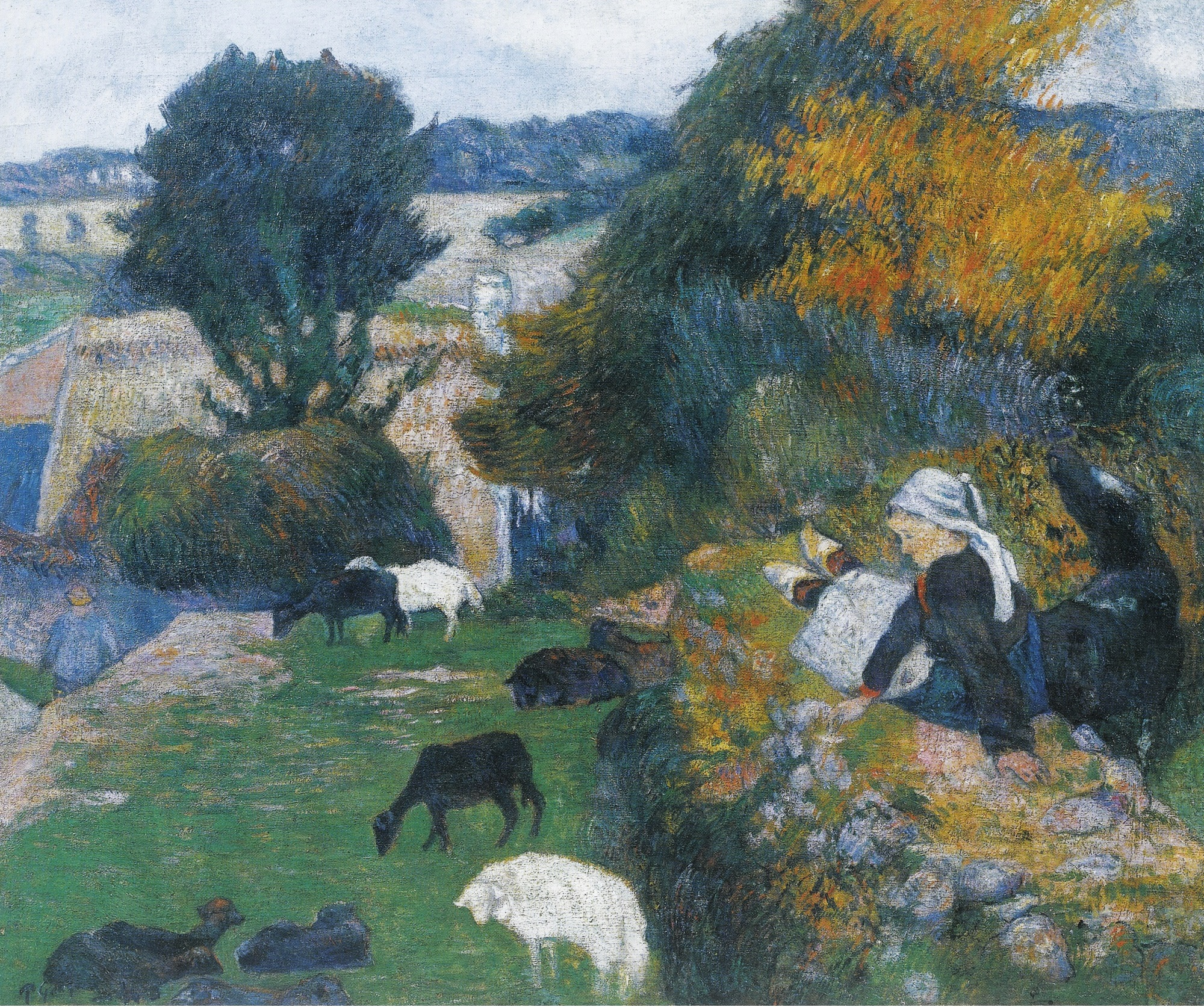
《브르탄의 양치는 소녀》, 1886년, 레잉 미술 갤러리
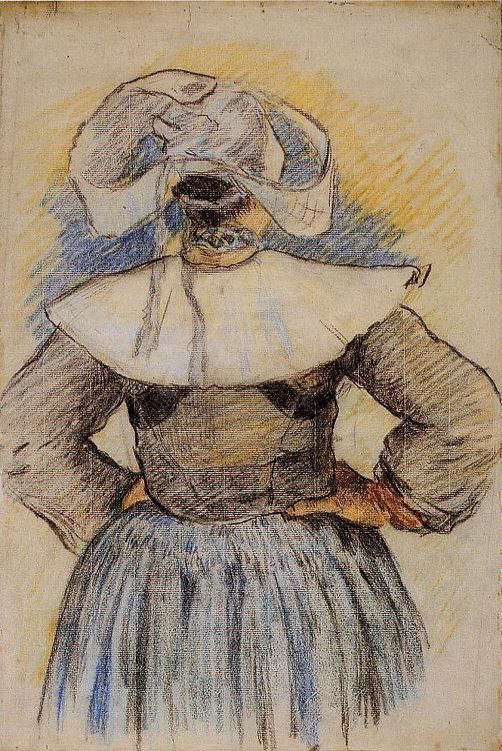
《브르타뉴 소녀》, 1886년, 뷰렐 컬렉션, 글래스고
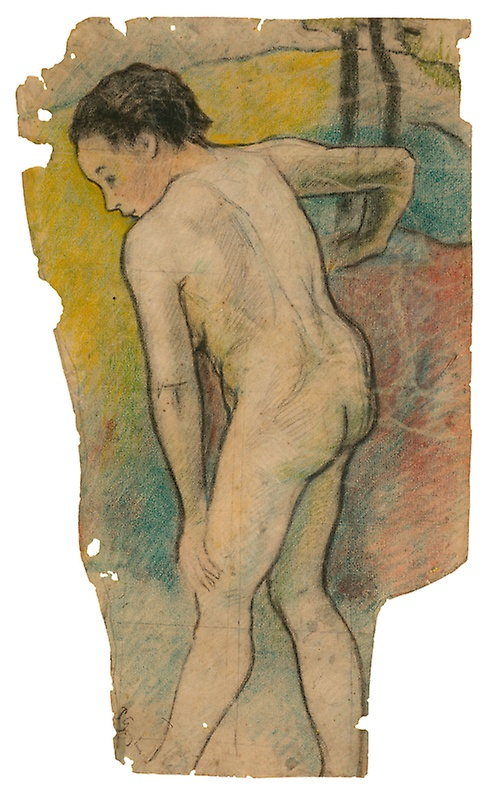
《목욕하는 브르타뉴 소년》, 1886–87년, 시카고 미술협회

### 클루아조니즘과 종합주의

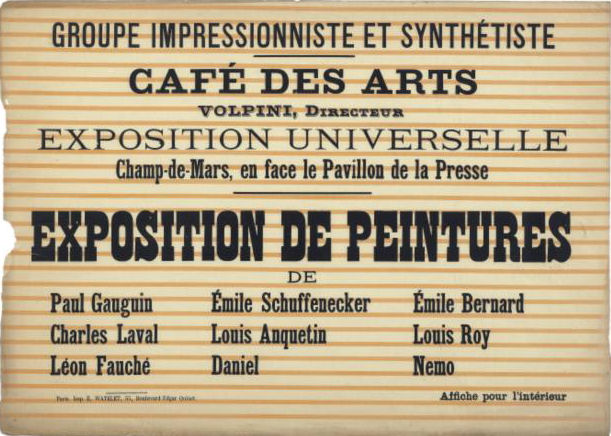
1889년 인상주의 종합주의 회화 전람회 포스터

고갱은 민속 예술과 우키요에로부터 강한 영향을 받으면서 클루아조니즘에 동참하였다. 클루아조니즘은 미술 평론가 에두아르 뒤자르댕이 에밀 베르나르의 작품을 평하면서 단색의 평평한 여백과 외곽선의 강조를 특징으로 하는 그의 화풍을 중세의 칠보(cloisonné) 공예에 빗대면서 붙여진 이름이다. 고갱은 베르나르의 화풍이 그동안 찾아 헤매던 바로 그것이라고 느꼈고 많은 영향을 받았다. 고갱은 1889년 《황색의 그리스도》를 그리면서 클루아조니즘의 정수를 구현하고자 하였다. 색상은 보다 원색적으로 표현되었고 두터운 외곽선으로 경계를 뚜렷하게 남겼다. 그러나 이 시기까지 고갱은 전통적인 그라디에이션으로 명암을 나타냈기 때문에 외곽선으로 둘러쌓인 대상은 마치 후기 르네상스 시대의 작품처럼 보였다.고갱은 자신의 화풍을 더욱 밀어붙여 종합주의로 발전시켰다. 종합주의는 화면을 구성하는 각각의 색이 모두 동등한 역할을 맡아 어느 하나가 주되고 다른 것은 부수적인 것을 거부하는 사조이다.

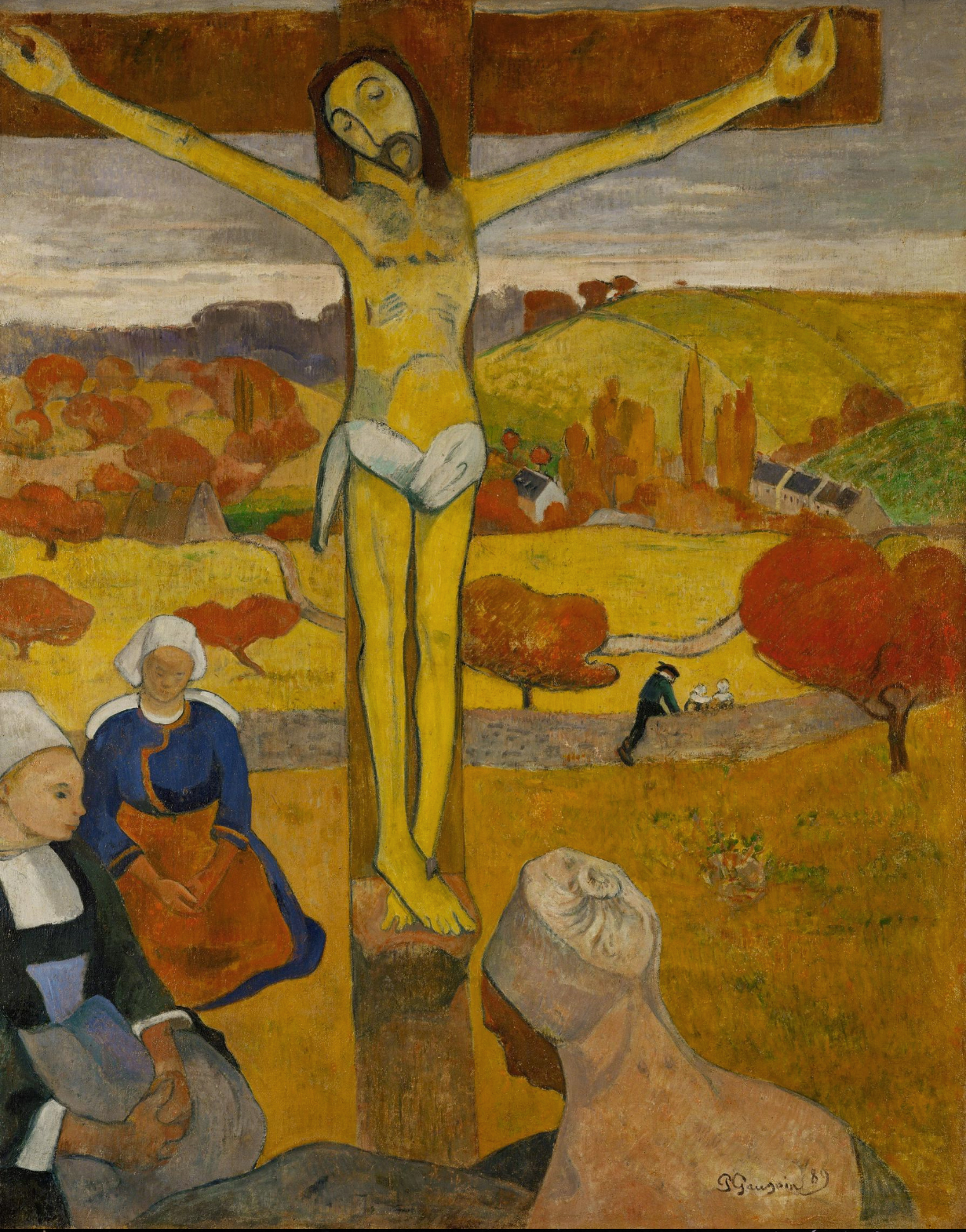
《황색의 그리스도》, 1889년, 얼브라이트-녹스 미술 갤러리, 뉴욕 버팔로
《라발의 초상이 담긴 일상》, 1886년, 인디언폴리스 미술관

### 마르티니크
1887년 파나마를 방문한 뒤 고갱은 친구 찰스 라발과 함께 마르티니크의 생피에르에서 체류하였다. 당시 고갱이 경험하고 느낀 것은 아내 메테와 친구 에밀 슈페네커에게 보낸 편지에 남아있다. 고갱은 돌아오는 여비를 아낄 셈으로 마르티니크에서 파산 신청을 하였다. 당시 프랑스에는 해외 식민지에서 자국 시민이 파산할 경우 귀환 여비를 지급하는 귀환보장법이 있었다. 라발과 고갱은 돌아갈 배가 마련될 때까지 원주민들의 "껌둥이 움막"을 들락거리며 사람들을 관찰하고 아무 하는 일 없이 뒹굴거렸다. 그러나 뜨거운 기후와 비가 새는 움막 생활로 고갱은 이질과 말라리아에 걸렸다. 고갱은 생피에르에서 20 점 가량의 그림을 그렸고 특히 마르티니크에 정착한 인도인들의 힌두교 상징에 큰 관심을 보였다. 마르티닠에서 그린 그림 가운데 완성한 것은 11점이다.

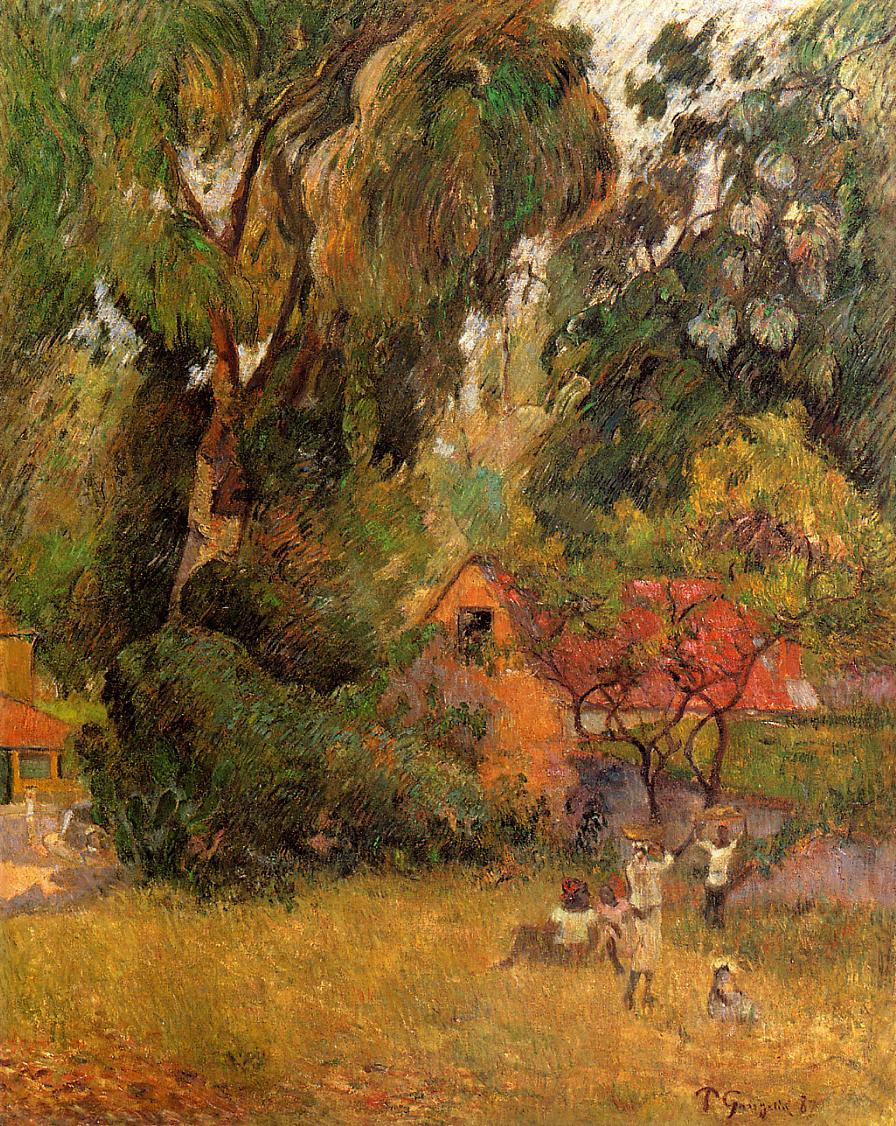
《숲 속의 움막》, 1887년, 개인소장, 워싱턴
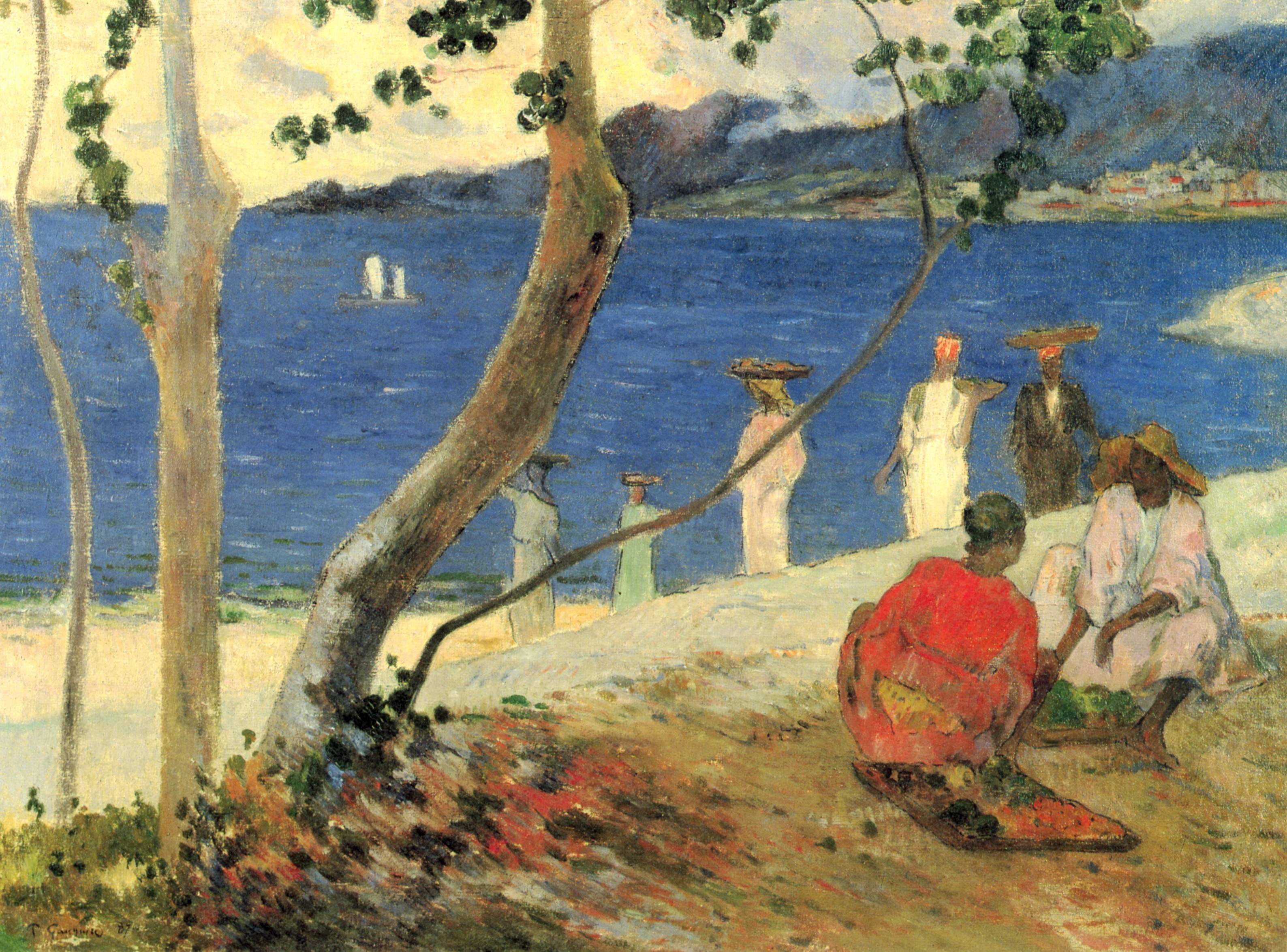
《바닷가 II》, 1887년, 개인소장, 파리
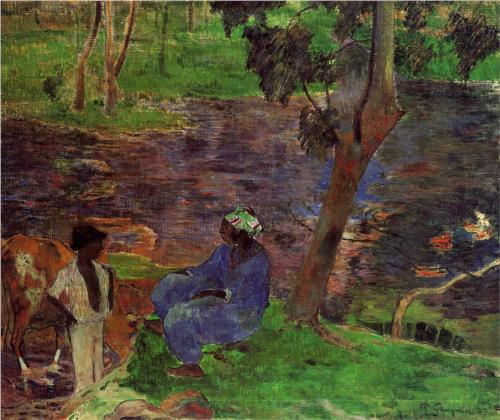
《연못에서》, 1887년, 반 고흐 박물관, 암스테르담
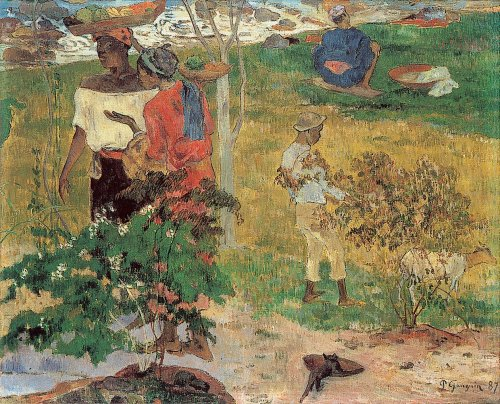
《수다스런 흑인 여성들》, 1887년, 개인소장, 달라스
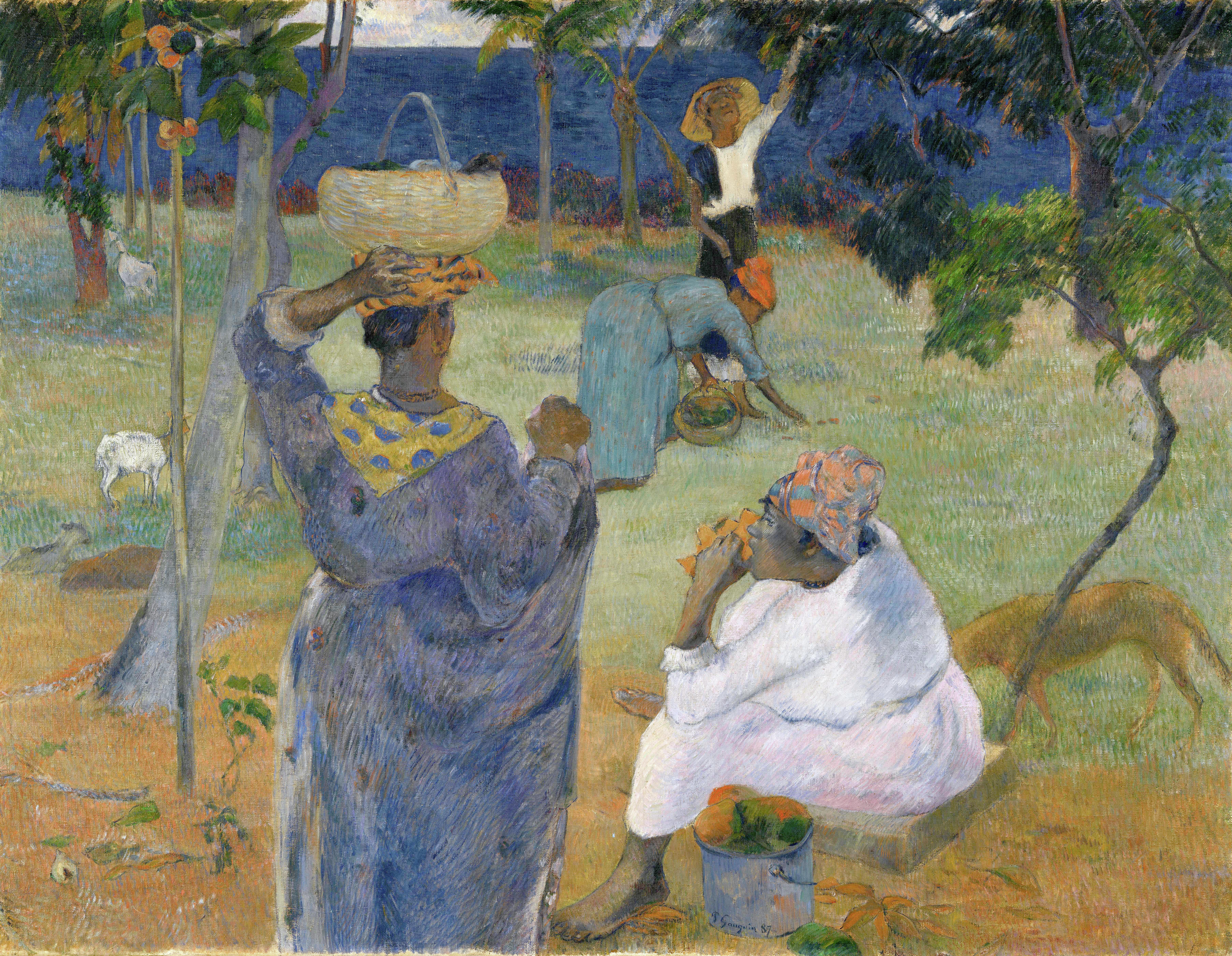
《망고에 둘러쌓여》, 1887년, 반 고흐 박물관, 암스테르담

### 빈센트 반 고흐

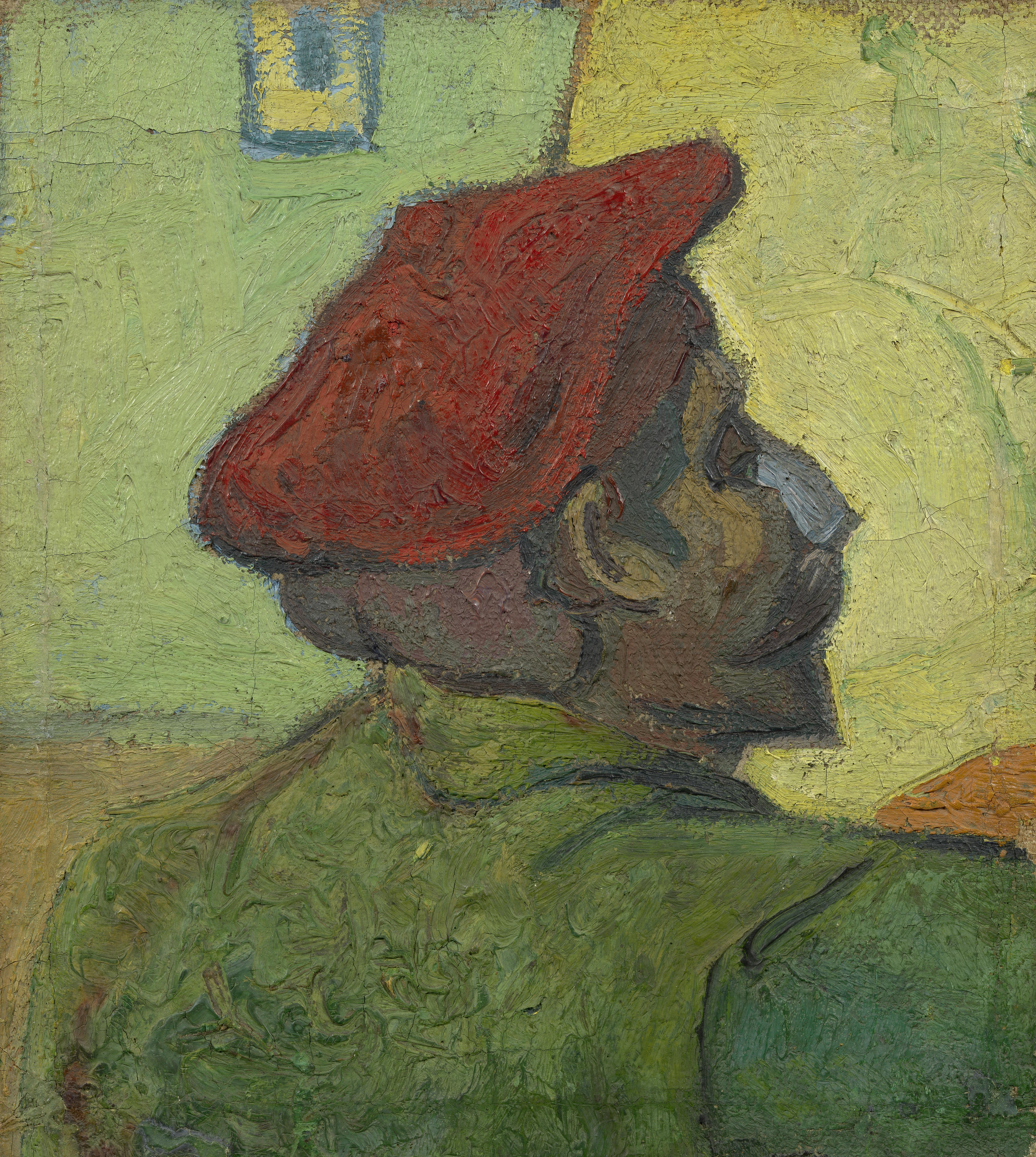
빈센트 반 고흐, 《폴 고갱 (붉은 베레모를 쓴 남자)》, 1888년, 반 고흐 박물관, 암스테르담

고갱의 마르티니크 연작은 미술상 아르센 프와티에의 갤러리에서 전시되었다. 프와티에는 빈센트 반 고흐로부터 존중받고 있었고, 그의 동생 테오 반 고흐와도 거래하고 있었다. 테오는 900 프랑을 주고 고갱의 작품 세 점을 사서 자신의 사무실에 걸었다. 이를 계기로 고갱과 고흐는 친분을 맺게 되었고 같이 작업실을 쓰기로 하였다.
테오의 주선으로 아를에 있는 고흐의 노란 집을 방문한 고갱은 9주 동안 함께 작업하였지만 어느날 갑자기 고갱은 떠나겠다고 선언하고 짐을 싸고 나왔다. 고갱이 다른 사람들에게 쓴 편지엔 1888년 12월 23일 저녁 고흐가 고갱을 마구 비난하였다고 한다. 그날 밤 고흐는 자신의 귀를 잘랐다. 고흐는 잘라낸 귀를 여러 겹의 화장지와 신문지로 싸고 고갱과 고흐 둘 다 안면이 있는 여성의 집에 찾아가 "잘 보관하고 나를 기억해 줘"라고 하면서 건냈다. 다음날 고흐는 아를의 정신병원으로 가게 되었고 고갱은 아를을 떠났다. 둘은 생전에 다시는 서로 만나지 않았지만 둘 사이의 연락은 이어졌고 1890년 고갱은 아를에서 멀지 않은 엔트워프에 화실을 마련하였다. 고갱이 1889년 제작한 《자화상, 머리 모양의 물병》은 당시의 트라우마를 표현한 것이라고 한다.
훗날 고흐는 《에텐 정원의 추억 (아를의 여인들)》을 그리고서 이 작품이 고갱으로부터 많은 영향을 받은 것이라고 밝혔지만, 고갱은 다른 사람들의 평가에도 불구하고 자신이 고흐로부터 받은 영향은 아무것도 없다고 부인하였다.

### 에드가 드가
고갱이 비록 초기 작품 활동에서 피사로에게 많은 영향을 받았지만, 스스로 존경한다고 인정한 화가는 에드가 드가였다. 고갱은 드가의 화풍을 늘 좋아하였고 구도를 참조하였다.

### 첫번째 타히티 방문
1890년, 고갱은 다음 작품 활동을 타히티에서 하는 것을 구상하고 있었다. 1891년 2월, 파리의 드루오 호텔에서 그림 경매에서 성공과 다른 것의 수익으로 필요한 자금을 모았다. 1891년 4월, 고갱은 타히티로 배를 타고 출발하여 그해 6월 파페에테(Papeete)에 도착했다. 그는 일체의 유럽 문명이 닿지 않은 이상적 원시로서 타히티를 바라보았다. 그러나 자신의 그림 소재로는 당시 촬영된 사진과 이미 나온 그림들을 참조하는 등 무척 신중한 태도를 보였다.
고갱의 기대와 다르게 타히티의 식민 수도 파페에테는 이미 유럽화되어 있었다. 고갱이 생각한 원시는 존재하지 않는 환상이었고 그는 유럽식 복장을 한 타히티 사람들을 그릴 수 밖에 없었다. 그래서 고갱은 에드몽 드 보비와 같은 사진가를 연출 사진을 빌려 이상화된 원시 자연 속의 여인을 그렸다. 1901년 출간된 고갱의 편지집 《노아 노아》에서 그는 자신이 타히티를 환상의 장소로 만들고 표절하였다고 고백하였다.
고갱은 첫 방문에서 당시 13세였던 테하아마나 결혼했다. 고갱은 44세였다. 고갱은 메테와 정식으로 이혼한 것도 아니어서 중혼죄에 해당할 뿐만아니라 미성년자 약취에 해당하기 때문에 본국이라면 중형을 선고 받을 수 있었다. 그러나 당시 유럽 남성이 식민지에서 벌이는 성적 방종은 불문에 붙이는 경우가 많았다. 고갱은 타히티로 갈 당시 매독에 걸려 있었는데, 19세기인 당시로서는 별다른 치료약이 없었다. 그러나 고갱은 이를 뻔히 알면서도 10대 소녀들과 성관계를 가졌다.
고갱은 13살의 아내를 모델로 한 누드화 《유령이 그녀를 지켜본다》를 그렸다. 타히티 생활을 마친 고갱은 원주민 아내를 아무 죄책감 없이 버리고 파리로 돌아왔다.

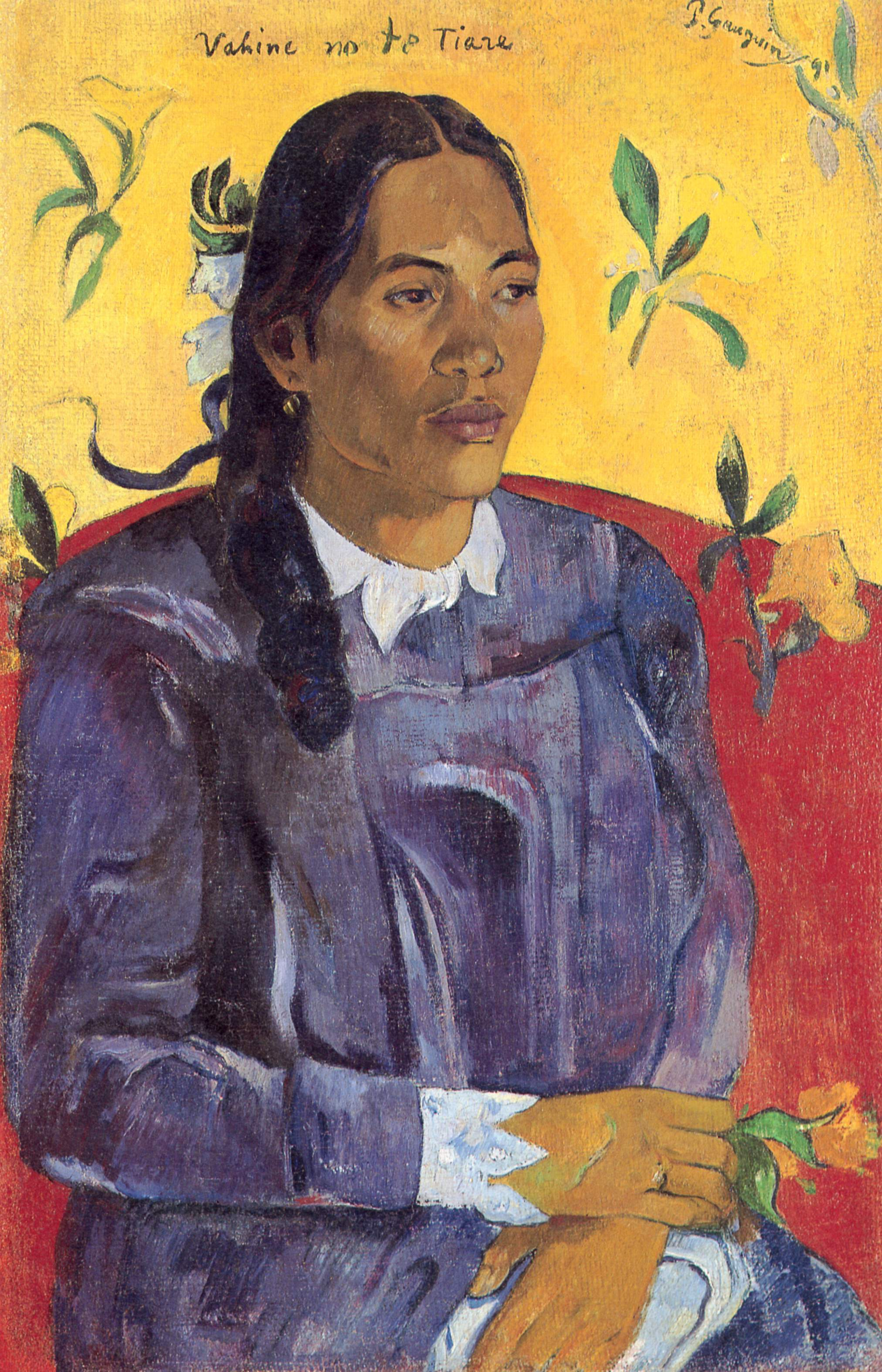
《꽃을 든 여인》, 1891년, 글립토테크 미술관
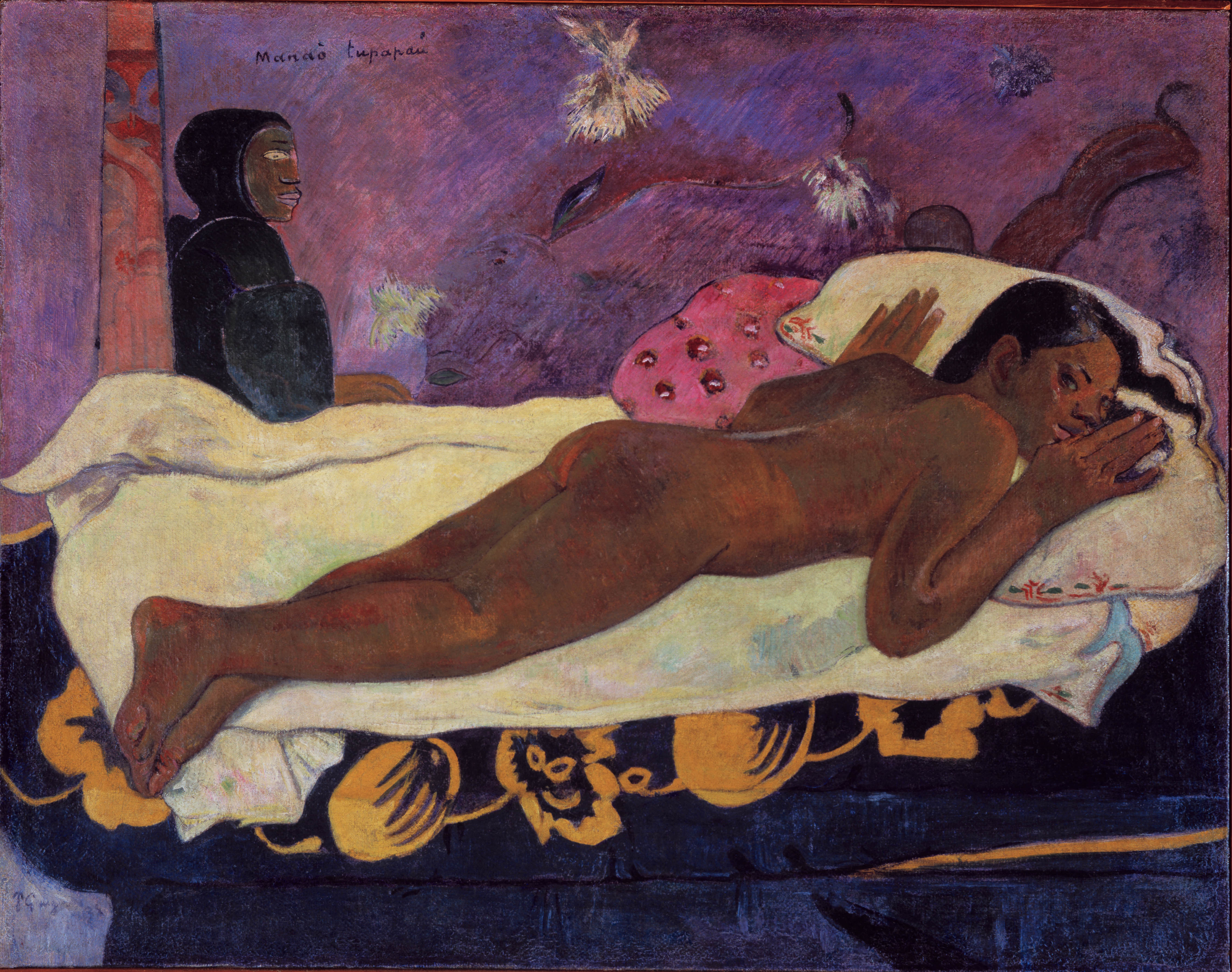
《유령이 그녀를 지켜본다》, 1892년, 얼브라이트-녹스 미술 갤러리, 뉴욕 버팔로

### 파리 귀환
고갱은 1893년 8월 파리로 돌아왔다. 애초 기애한 옥션 참가의 기회는 놓쳤지만 그는 타히티를 소재로 한 그림들을 그려 다음 전시회에 출품하였다. 1894년 11월 열린 듀랑-루엘 전시회에 출품한 고갱의 작품 40여 점 가운데 11점이 팔렸고 고갱은 드디어 명성을 얻을 수 있었다.
이어진 11월의 전시회가 지나고 듀랑-루엘의 후원이 계속될 지는 미지수였다. 듀랑-루엘의 아트딜러 메튜가 주선한 미국 시장 진출은 실패하였고 고갱은 1894년 자신의 여행담을 담을 《노아 노아》에 들어갈 목판 인그레이빙을 제작하기 시작했으며 그 해 여름엔 퐁타벤을 찾았다. 1895년 2월 드루오 호텔은 1891년과 유사한 경매를 열었지만 고갱의 작품은 팔리지 않았다. 그러나 고갱의 작품을 본 아트딜러 앙브르와즈 볼라르가 3월에 전시회를 열어 주겠다고 하였지만 고갱이 제때에 작품을 주지 못하는 바람에 무산되었다. 이 즈음 고갱은 아내 메데와 정식 이혼 절차를 밟았다.
1895년 6월, 고갱은 다시 타히티로 떠나기로 마음먹고 친구로부터 배삯을 받았다. 이로서 그는 다시 유럽을 보지 못하게 되었다.

### 다시 타히티로
1895년 6월 28일 고갱은 다시 타히티에 도착했다. 그는 파페에테에서 조금 떨어진 곳에 땅을 얻고 널직한 화실을 갖췄다. 타히티의 싼 물가 덕분에 고갱은 말과 수레를 구할 수 있었고 그가 원하던 식민지 생활을 즐길 수 있었다. 고갱은 내키는 대로 파페에테와 자신의 집을 오갔다. 1901년 고갱은 스스로 《레 게페》(Les Guêpes, 말벌)을 창간하고 편집장이 되어 신문을 발행했다. 신문은 총독과 식민관료를 비꼬고 조롱하는 내용으로 가득했지만 그렇다고 원주민의 입장을 대변해 주지도 않았다. 오히려 원주민에게도 불편한 기사를 쏟아냈다. 타히티에 돌아온 첫 해 동안 고갱은 단 한 점도 그림을 그리지 않았다. 단지 목판화 몇 개만을 제작했을 뿐이다.
고갱은 프랑스로 돌아간 동안 해변에서 술을 먹고 돌아다니다 병을 잘못 밟는 바람에 발목을 다쳤다. 타히티에 온 다음 상처부위는 계속해서 통증을 줬고 다른 건강상태도 악화되기 시작했다. 그뿐만아니라 매독도 여전했지만 원주민 여성을 상대로 성적 방탕을 그치지 않았다. 가끔은 이때문에 구속되기도 하였다.
1897년 4월 그가 아끼던 딸 알린이 폐렴으로 죽었다는 소식이 날아들었다. 이 달엔 그 동안 공짜로 쓰던 마굿간 부지가 팔려서 새로 마굿간을 지어야 했고, 살던 집을 보다 사치스런 목조 건물로 개조하려고 은행 대출까지 받은 상태였다. 하지만 그는 이런 일에 아랑곳 하지 않았고 결국 그해 말 은행은 거래 중지를 통지해 왔다. 건강 악화와 딸의 죽음, 빚 독촉이 겹치자 고갱은 매우 침울하게 가라앉았다. 그는 이해에 《우리는 어디서 왔고, 우리는 무엇이며, 우리는 어디로 가는가》를 제작하였다. 고갱은 이것이 그의 마지막 대작임을 직감하였다.

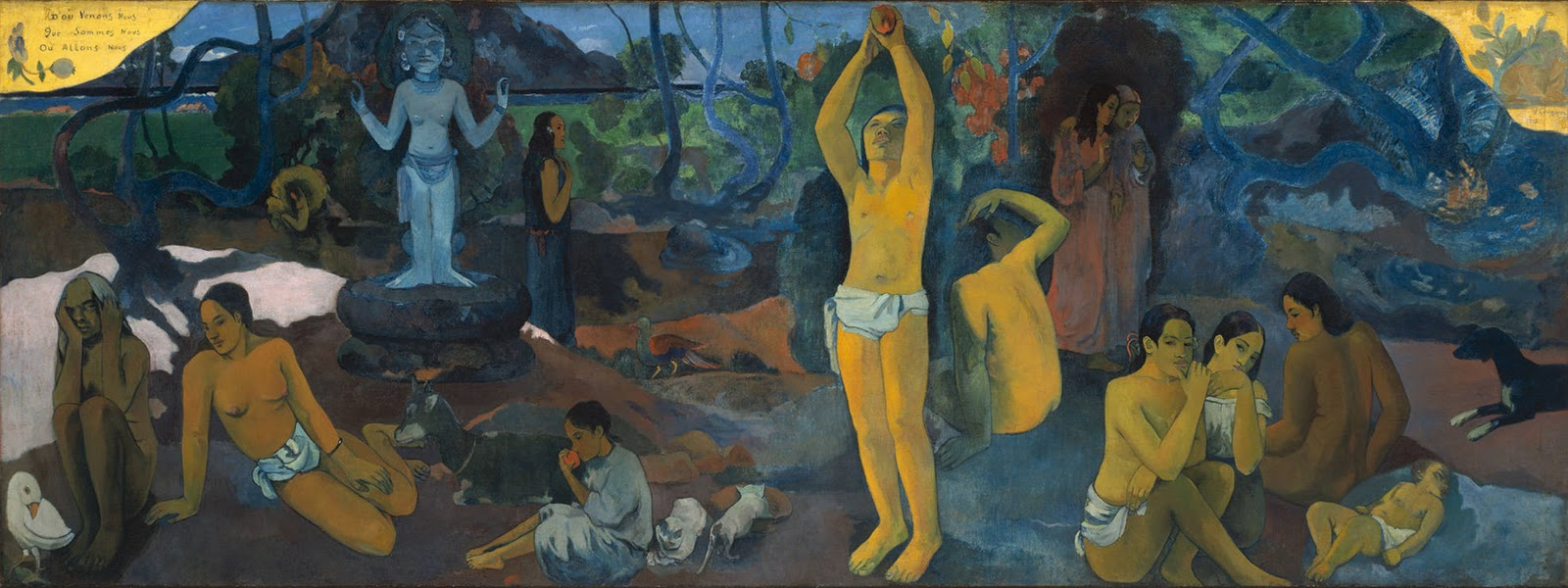
《우리는 어디서 왔고, 우리는 무엇이며, 우리는 어디로 가는가》

1899년 가을 고갱의 파리쪽 딜러인 조지 쇼데가 사망하였다. 그 동안 쇼데는 고갱의 그림을 사서 볼라르에게 되팔아 왔었다. 그런데 이제 쇼데가 사망하니 볼라르는 고갱과 직접 거래를 하고 싶어했다. 볼라르는 고갱에게 월 고정 수입 300 프랑을 제공하는 대신 연간 최소 25점의 작품을 완성해야 하고 각 작품당 200프랑에 사겠노라고 제안했다. 여기에 더해 볼라르는 고갱에게 화구와 물감을 제공하기로 하였다. 볼라르의 제안은 나쁘지 않은 것이었지만, 고갱은 이 제안을 따른다면 오랫동안 계획했던 마르키즈 제도 방문을 포기해야 했다. 고갱은 일단 계약을 맺고 생활비가 들어오자 약속을 어기고 마르키즈로 가기로 마음 먹었다. 게다가 고갱은 타히티에서 도예 작업을 할 수 없었는데 마땅한 흙이 없었기 때문이었다.
두번째 타히티 생활을 시작하며 고갱은 이웃집의 파우라와 동거하고 있었는데 그녀는 고갱을 만났을 때 열네살이었다. 파우라는 두 아이를 낳았는데 첫째는 딸이었고 아기였을 때 죽었다. 둘째 아들은 파우라가 길렀다. 훗날 전기작가 메튜가 타이티를 방문했을 때에도 파우라가 낳은 아들의 후손이 그곳에 살고 있었다. 1919년 영국의 작가 윌리엄 서머싯 몸이 방문했을 때 파우라는 고갱이 아무런 금전도 남기지 않고 떠났다고 말했다.

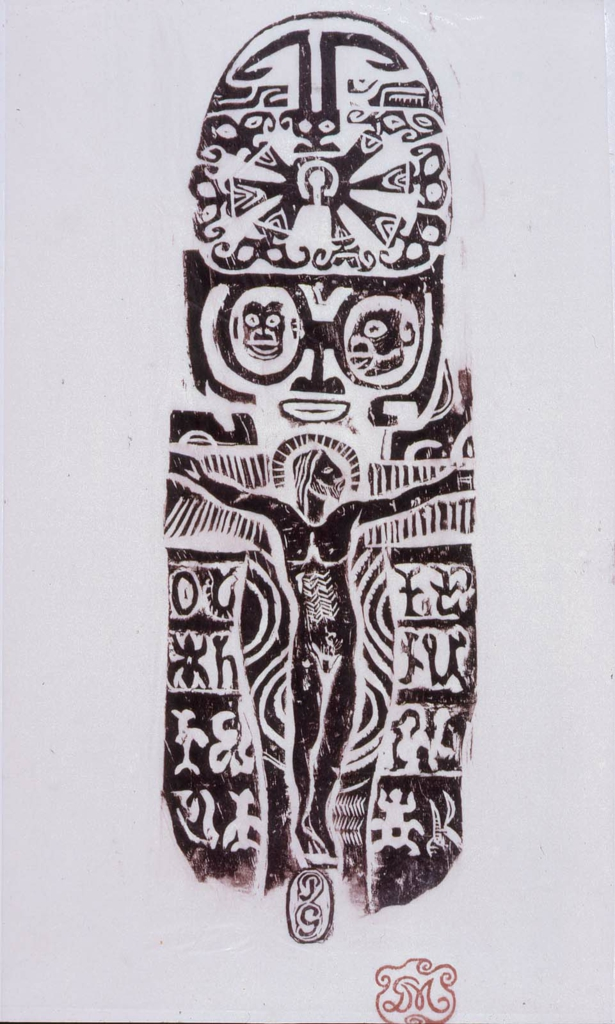
《십자가 위의 예수》 1896년 제작한 목제 실린더를 고무로 본뜬 뒤 찍은 판화, 보스턴 미술관
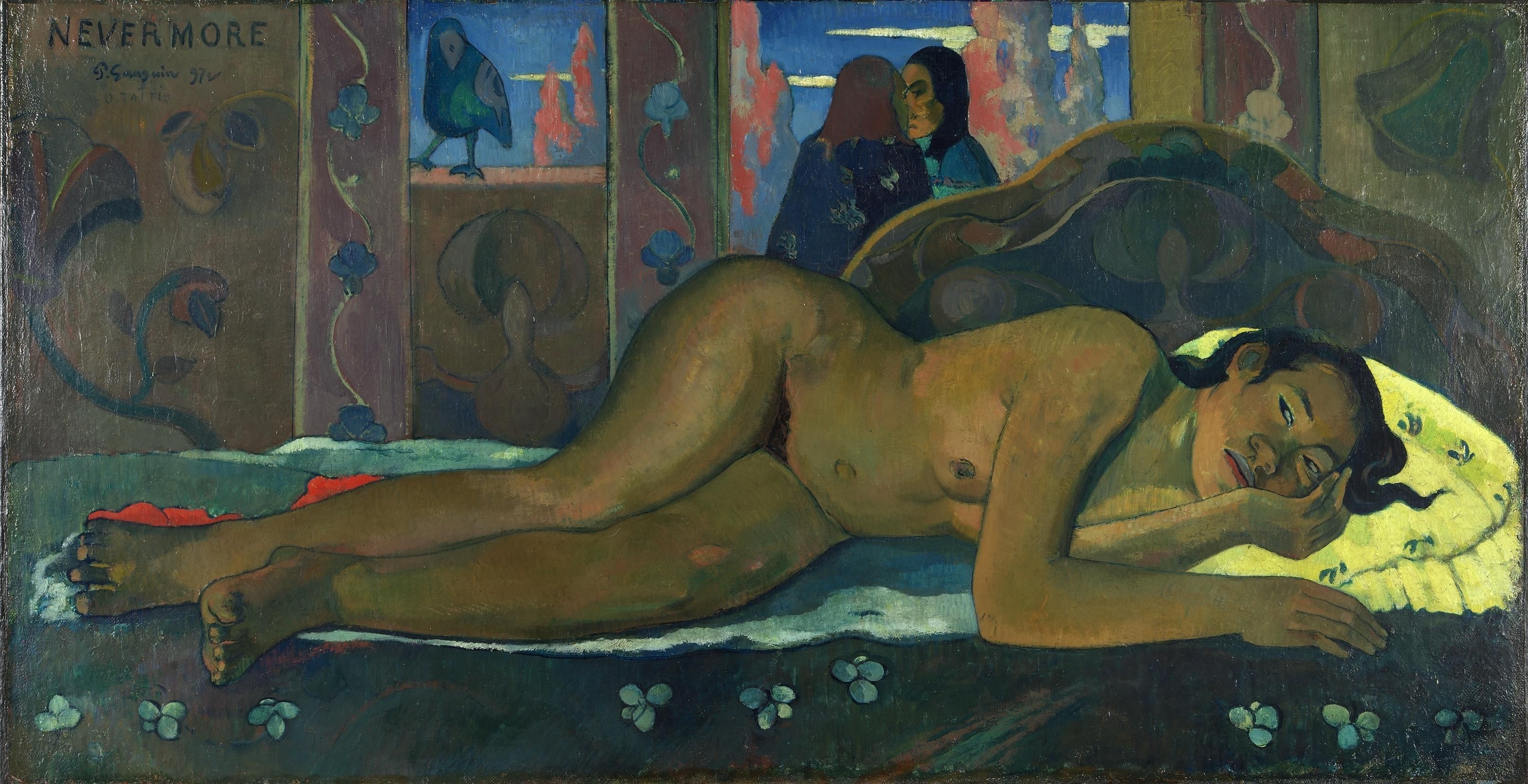
《더는 안돼》, 1897년, 코톨드 미술관
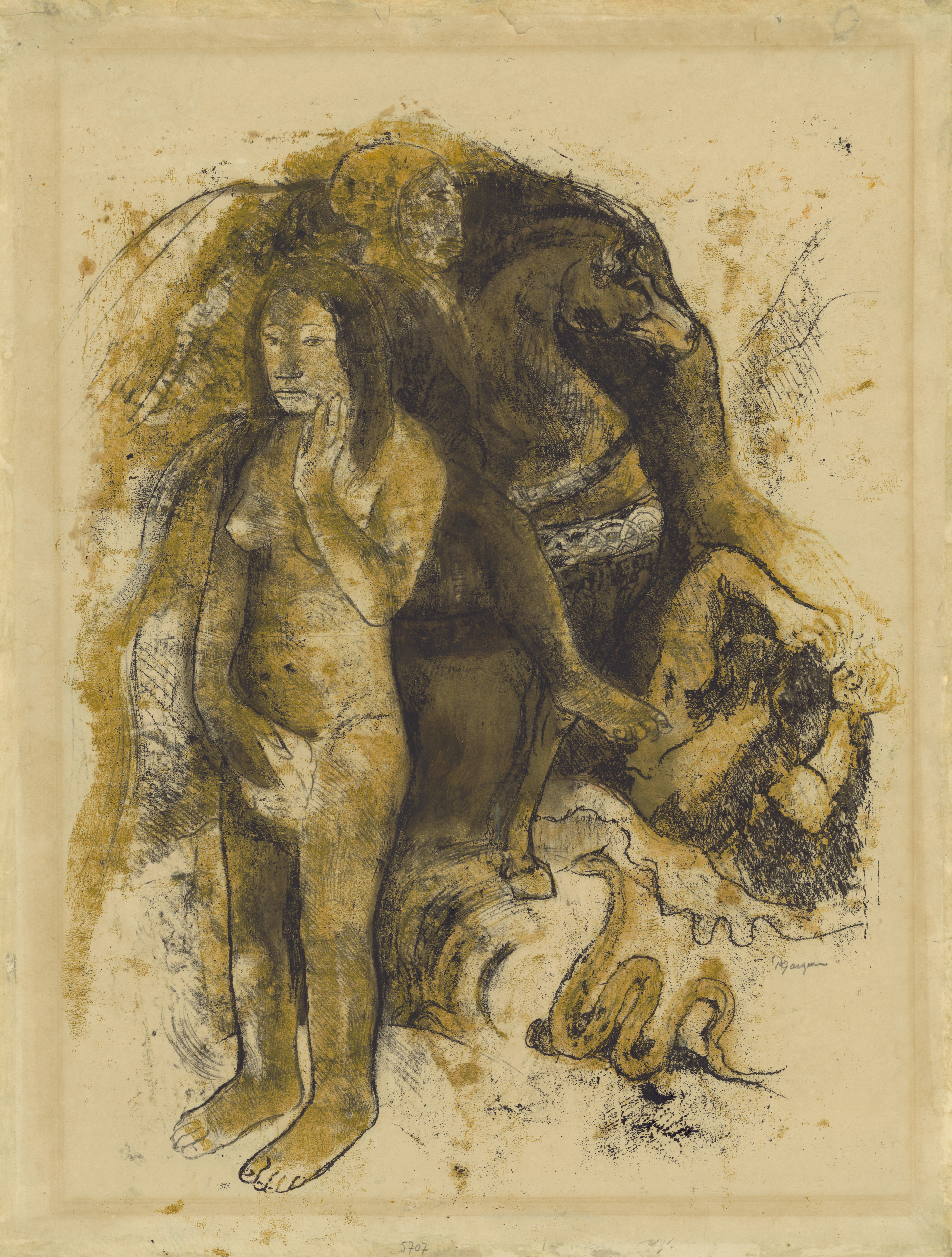
《이브 (악몽)》, 1899–1900년, 모노타이프, J. 폴 케티 박물관

### 마르키즈 제도
고갱은 태평양의 한 가운데 있는 마르키즈 제도야말로 문명의 영향을 받지 않고 전래의 식기와 무기를 쓰며 살 것이라고 기대하였다. 그러나 마르키즈에 도착하자마자 고갱은 그곳도 타이티와 별반 다를 것 없이 유럽화되었다는 것을 실감하였다. 게다가 마르키즈는 서양인들이 달고 들어온 질병으로 고통받고 있었다. 18세기 8만여 명이었던 주민은 고갱이 도착한 20세기 초에는 간신히 4천여 명이 남아있었다. 아이들은 로마 가톨릭교회가 세운 미션 스쿨에 다녔고, 프랑스 식민 당국의 국가 헌병이 치안을 유지하였다. 1901년 9월 16일 고갱은 아투오나에 거처를 마련하였다. 고갱은 가톨릭 선교회로부터 땅을 샀는데 선교회의 주교는 고갱이 타히티에서 신문을 만들 때부터 가톨릭 편이었다는 말을 마음에 들어했다. 그곳에는 개신교 선교회도 경쟁하고 있기 때문이었다. 나중에 고갱은 개신교 목사와도 좋은 이웃으로 지냈다.
태평양에선 사이클론이 잦았고 변변한 건물이 없는 원주민들은 자주 이재민이 되어 교회를 찾아왔다. 고갱은 베히네, 배오호(마리-로즈)와 같은 이들 원주민의 딸들을 건드렸다. 고갱의 병은 그대로였지만 열네살 소녀였던 배이호는 건강한 딸을 낳았다. 배이호가 낳은 딸은 여전히 미르키즈에 살고 있다.
11월이 되자 고갱은 배오호와 동거하였고 요리사와 하인을 두고 생활하였다. 고갱은 풍경과 인물을 그리고 여러 습작을 하며 보냈지만 볼라르가 보낸 대리인은 타이티의 잃어버린 낙원을 주제로 한 그림을 계속 그릴 것을 재촉하였다. 그러나 고갱은 마르키즈의 이웃 소녀들과 사람들을 그려 나갔다.
1902년 3월 프랑스령 폴리네시아 식민 당국은 고갱을 법정에 소환하였다. 타히티 생활을 하는 동안에 주거 침입 문제 등으로 척을 진 아마추어 화가 에드워드 찰리가 고갱을 고소했기 때문이다. 찰리는 고갱이 동거하였던 파우라의 가족이 자신의 집을 부수고 들어와 도둑질을 하였다고 주장하였고 고갱은 자신이 운영하던 신문에서 찰리를 맹비난하였다. 결국 고갱은 벌금을 납부할 수 밖에 없었다.
이런 일이 벌어지는 동안에도 고갱의 병세는 계속 악화되었다. 고갱은 고통을 덜기 위해 모르핀에 손을 댔고 결국 중독되었다. 1902년 7월 베오호는 임신 7개월인 상태에서 고갱을 떠나 집으로 돌아갔다. 그녀는 11월에 아이를 낳았지만 고갱에게 돌아가지 않았다.
오랜 병마와 약물 중독에 시달리던 폴 고갱은 1903년 5월 8일 사망하였다.

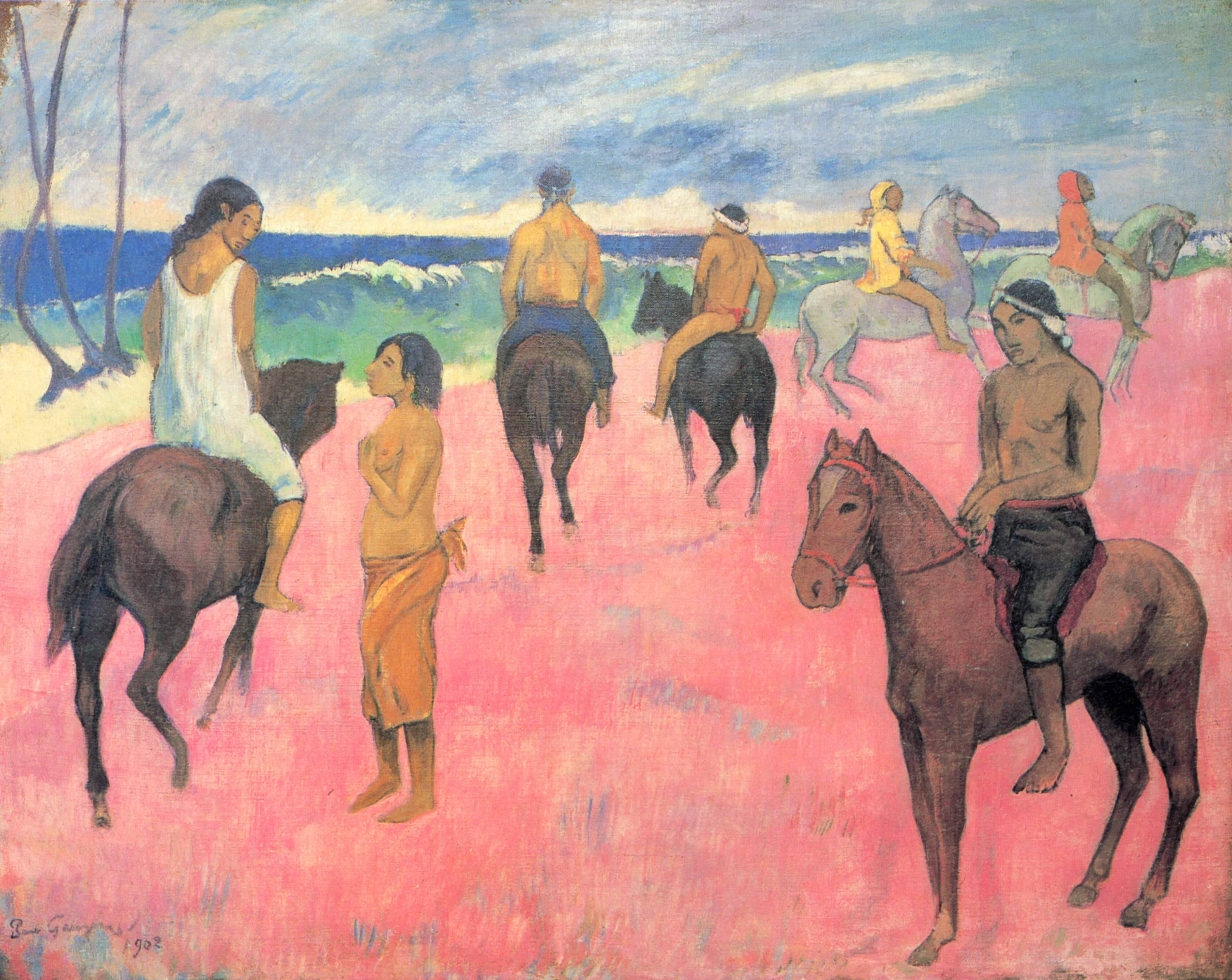
《해변의 승마》, 1902년, 개인소장
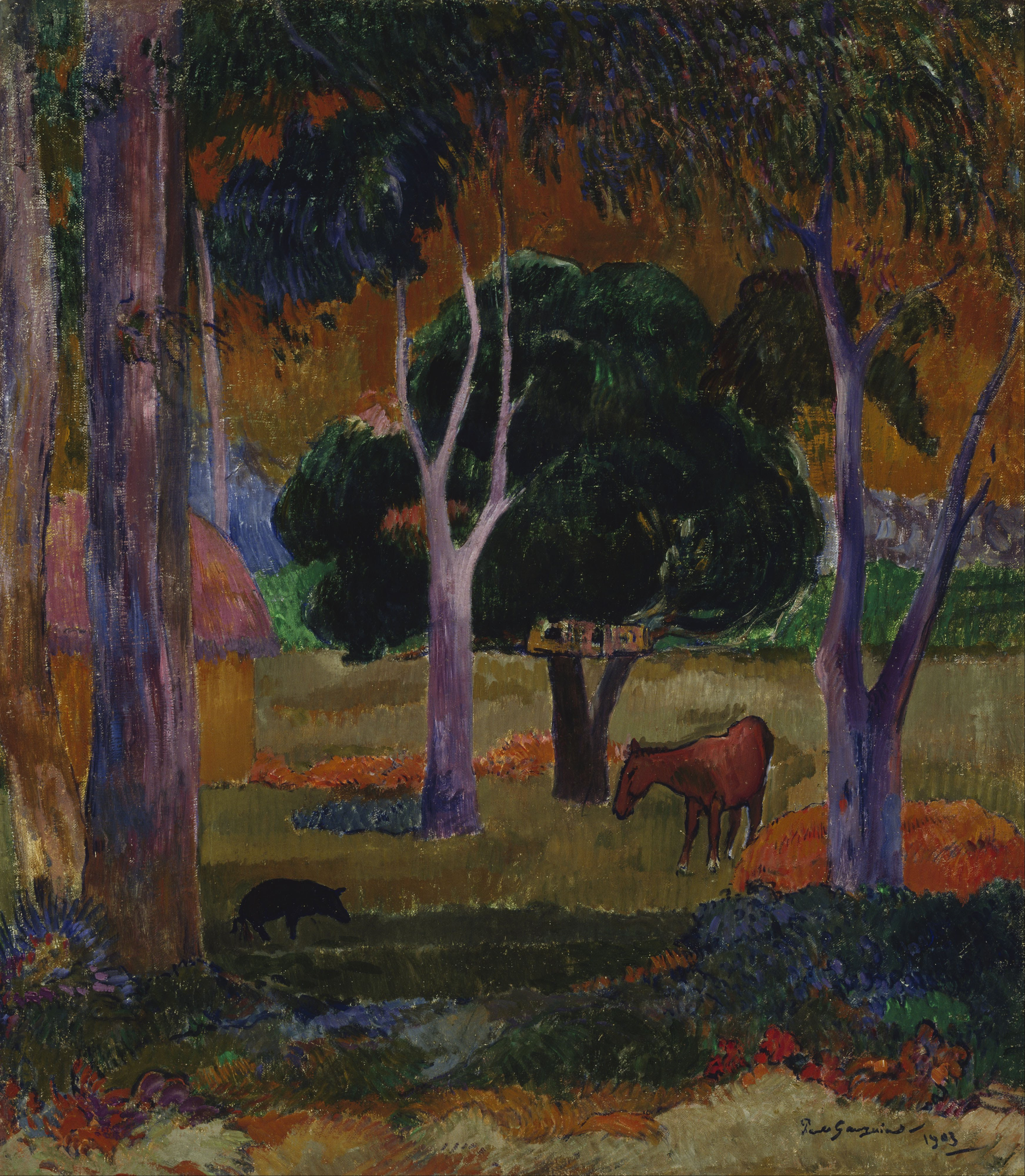
《돼지와 말이 있는 풍경 (히바 오아)》, 1903년, 아테네움 헬싱키
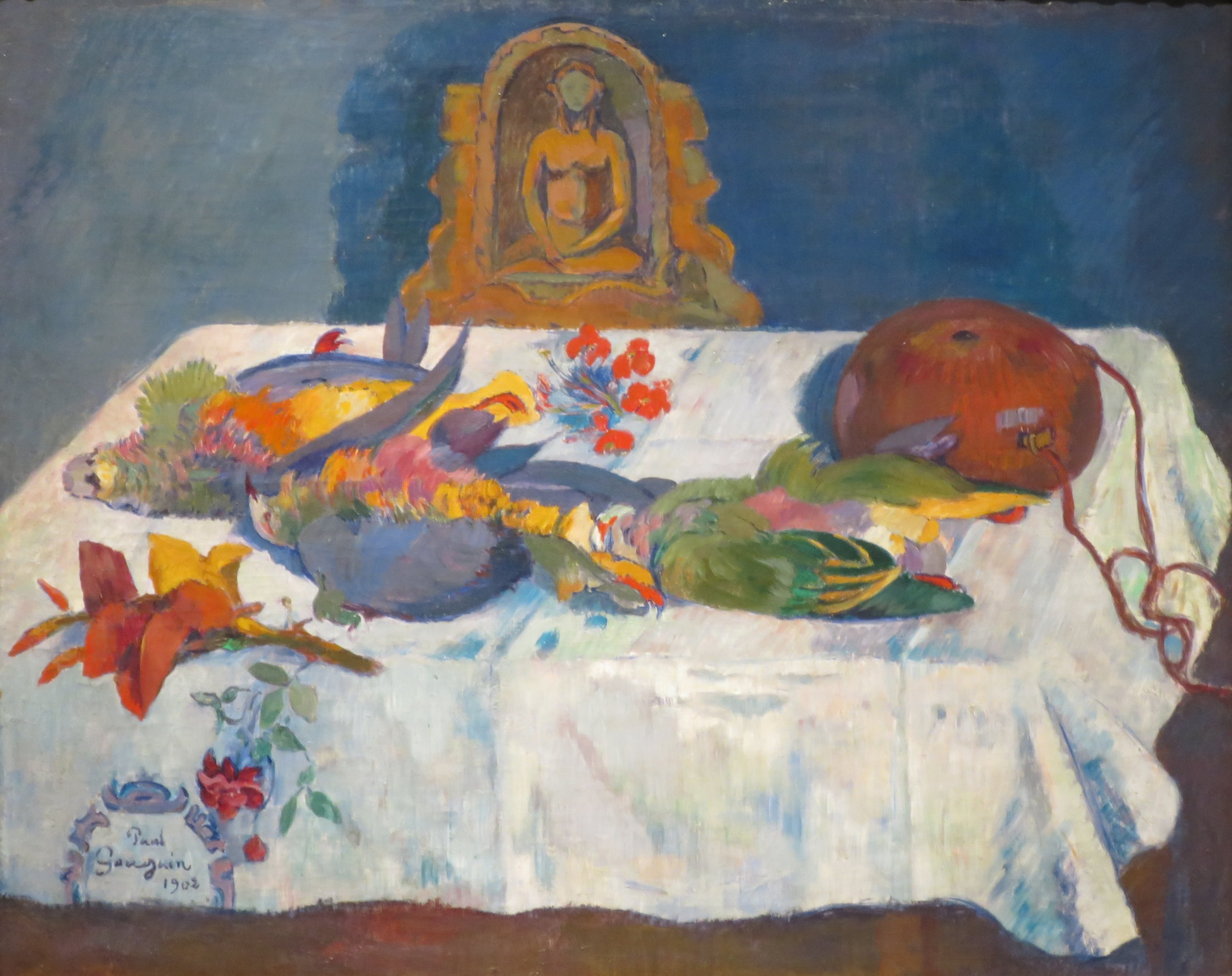
《이국적인 새와 함께하는 일상》, 1902년, 푸쉬킨 박물관
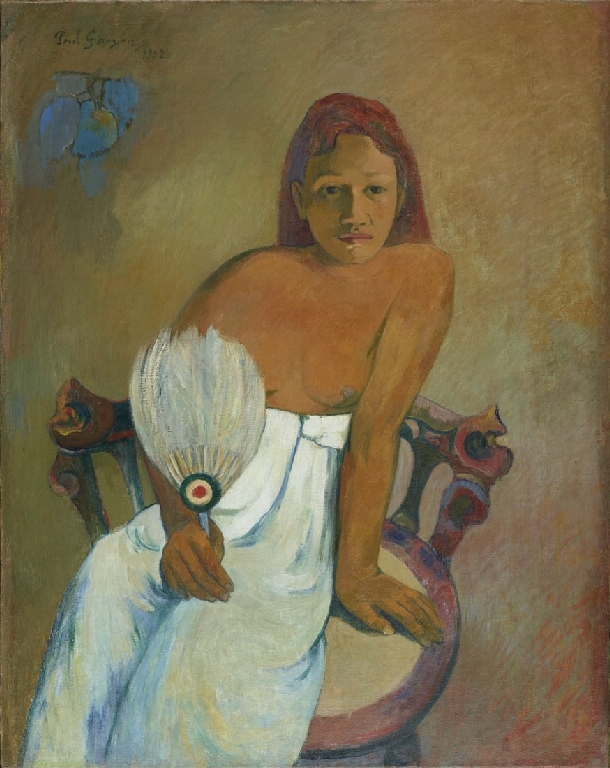
《부채를 든 소녀》, 1902년, 폴크방 박물관
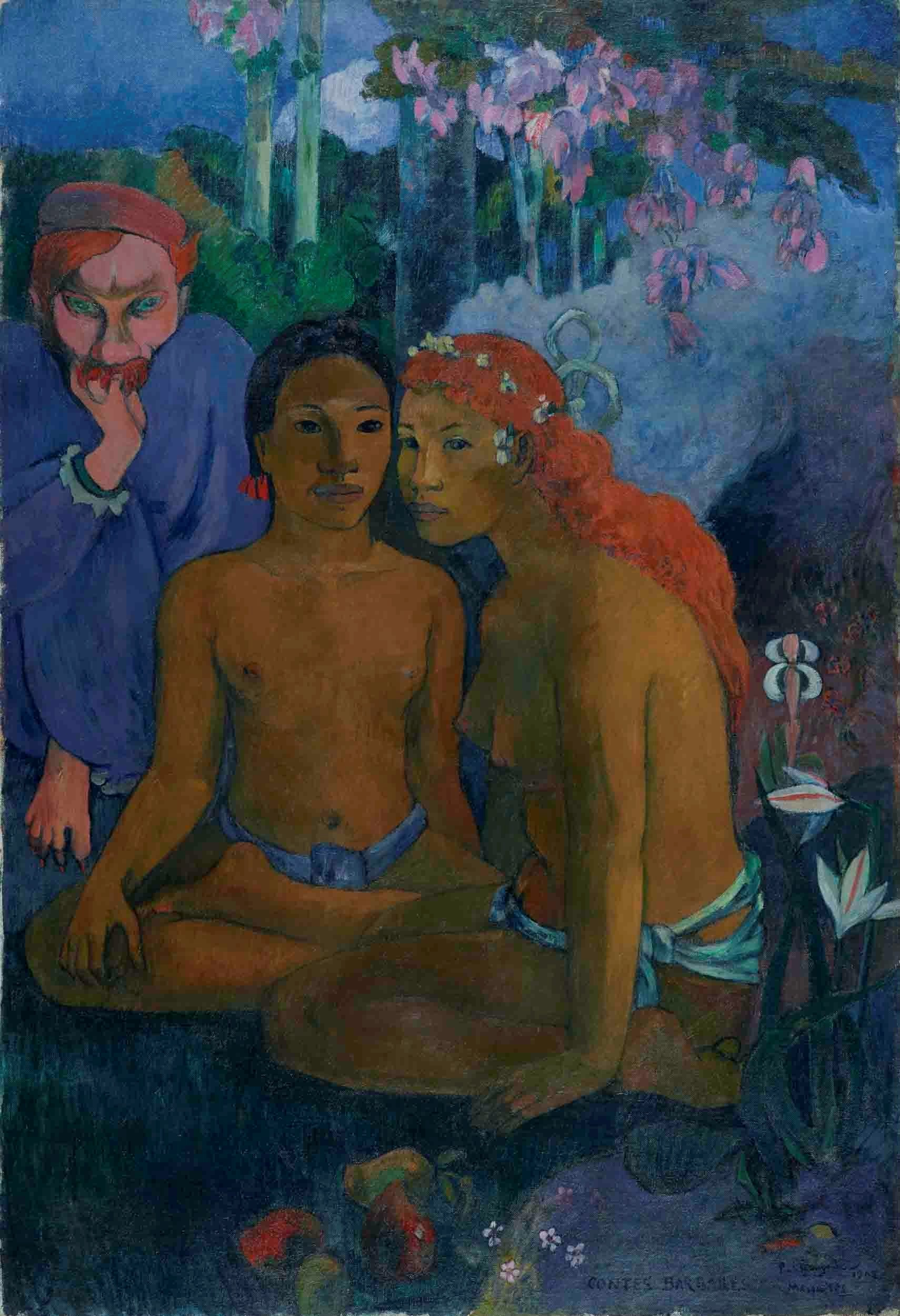
《태곳적 이야기》, 1902년, 폴크방 박물관

## 갤러리

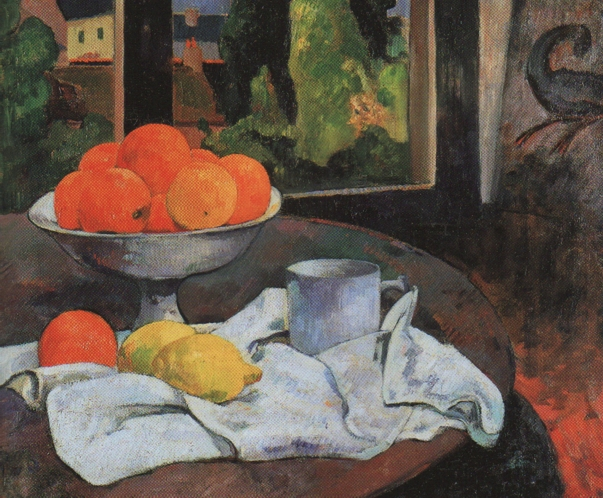
과일과 레몬이 있는 일상, 1880년 무렵
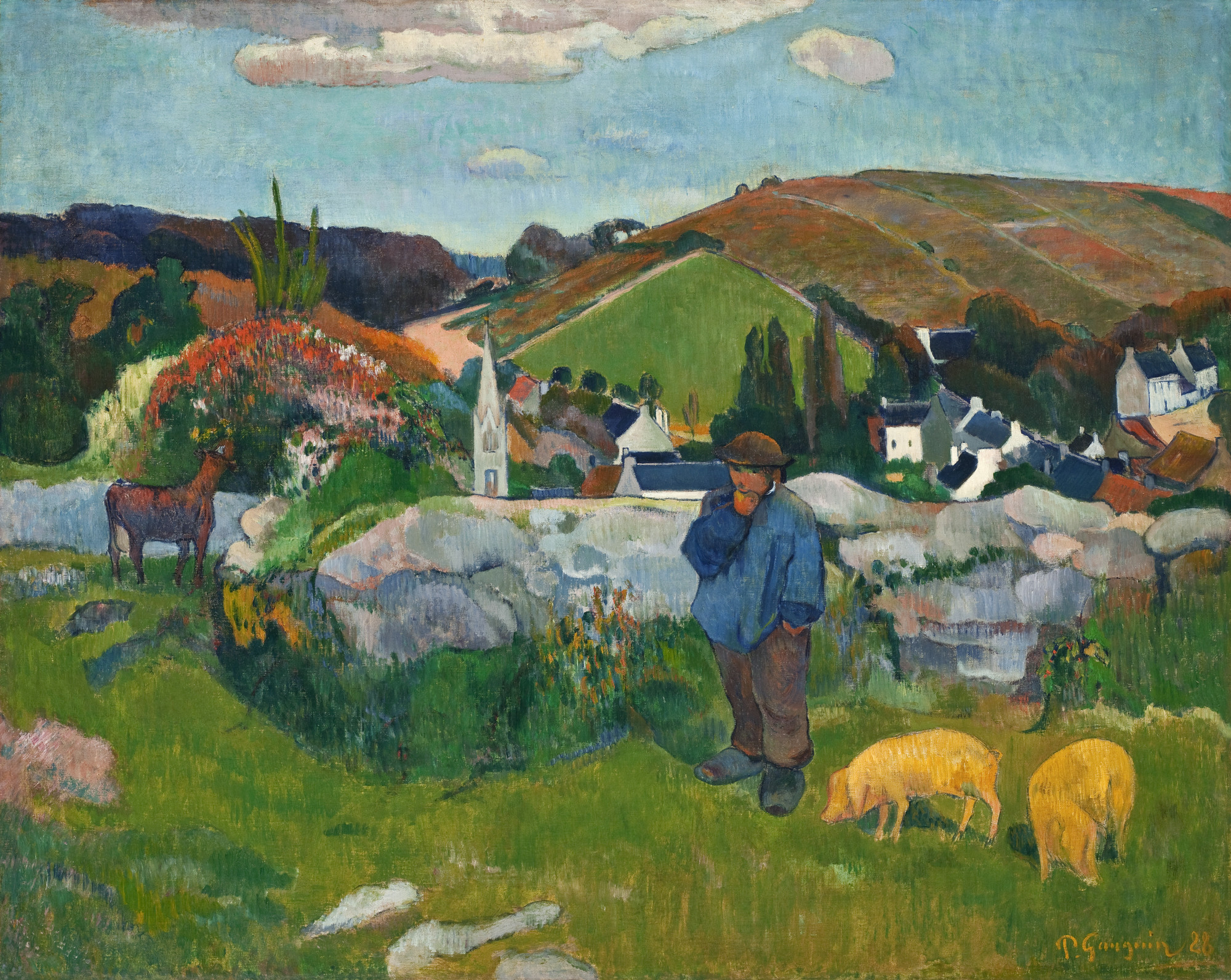
브르타뉴의 양돈가, 1888년
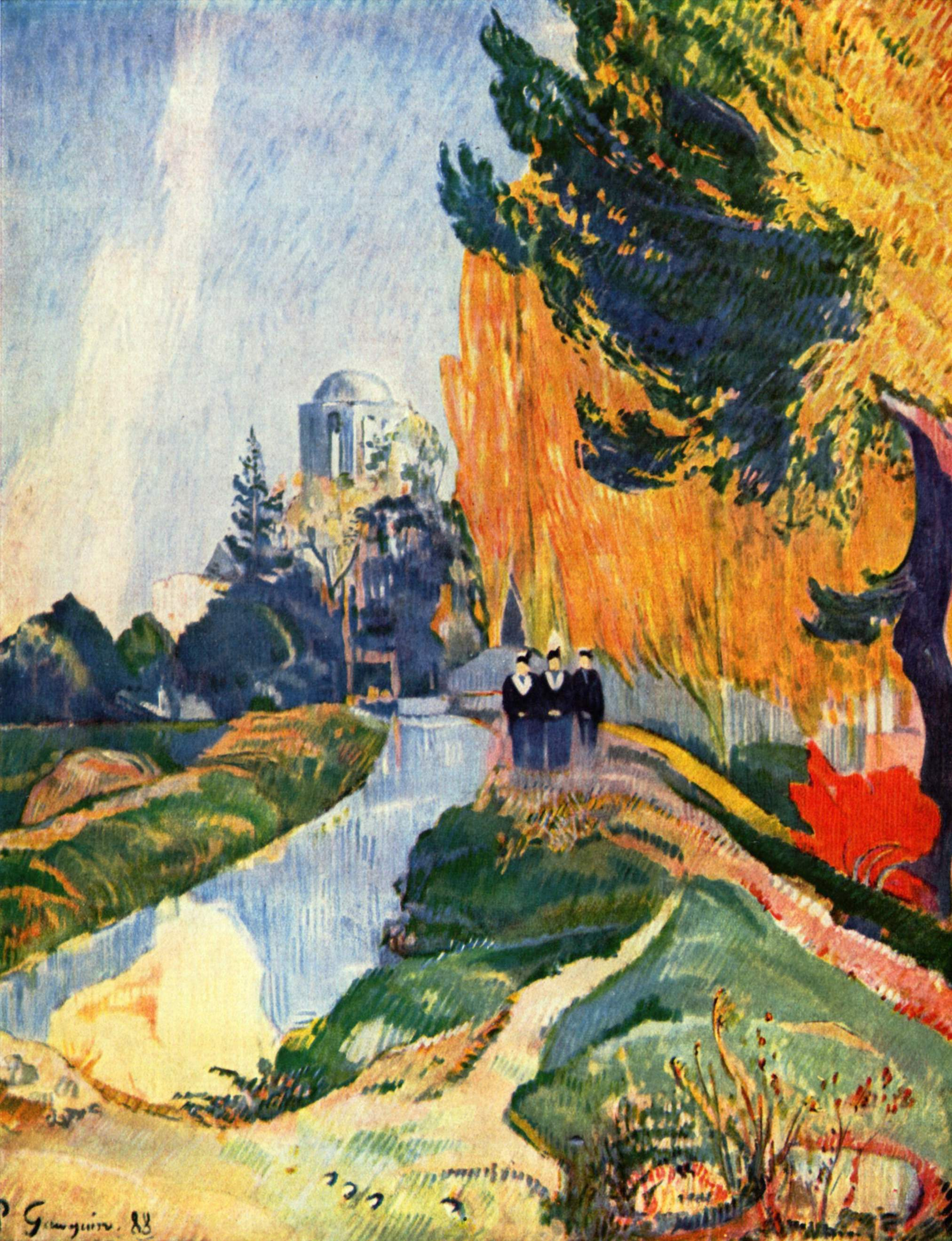
레 알리스캄프 1888년
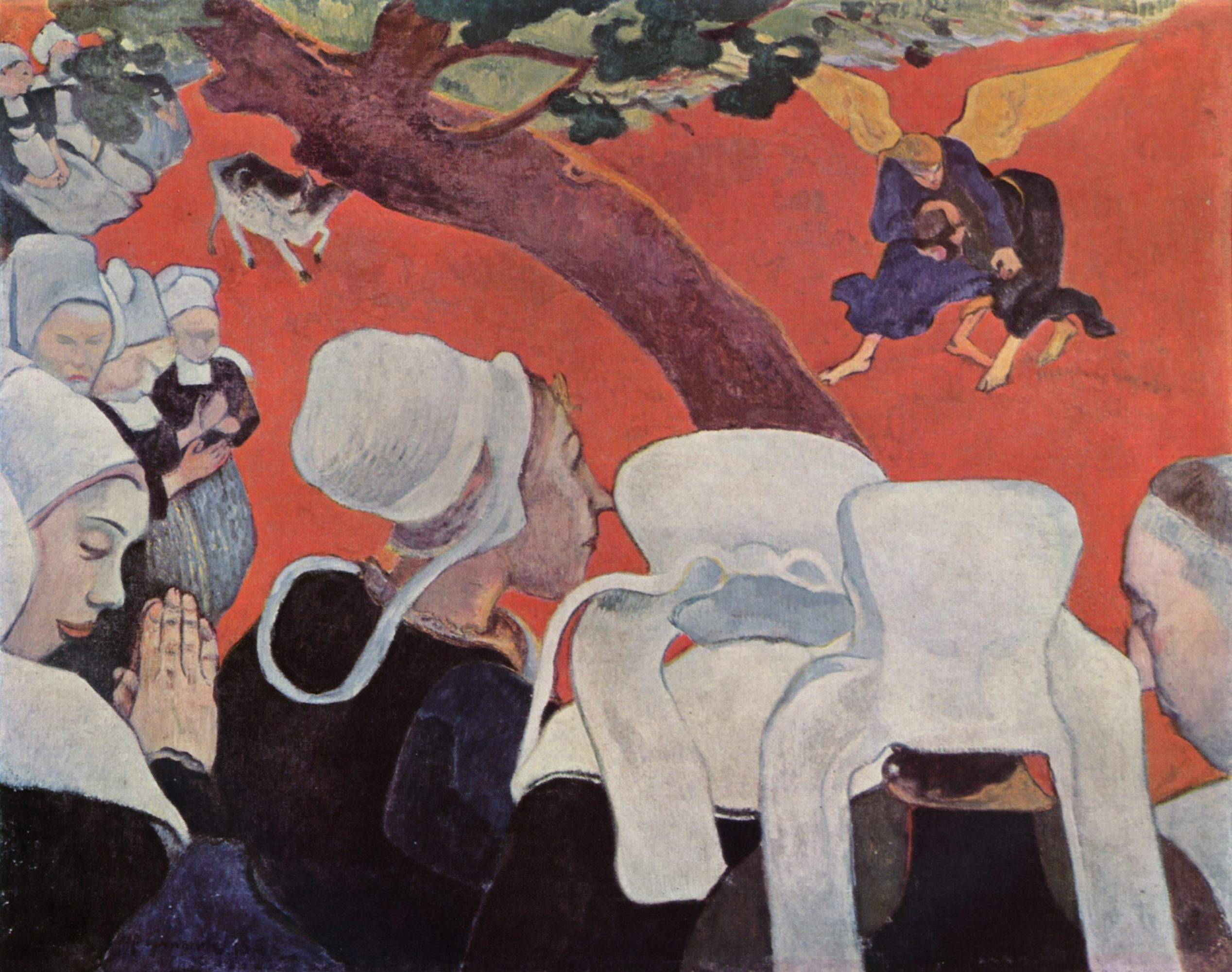
설교 뒤의 환영 (천사와 씨름하는 야곱), 1888년
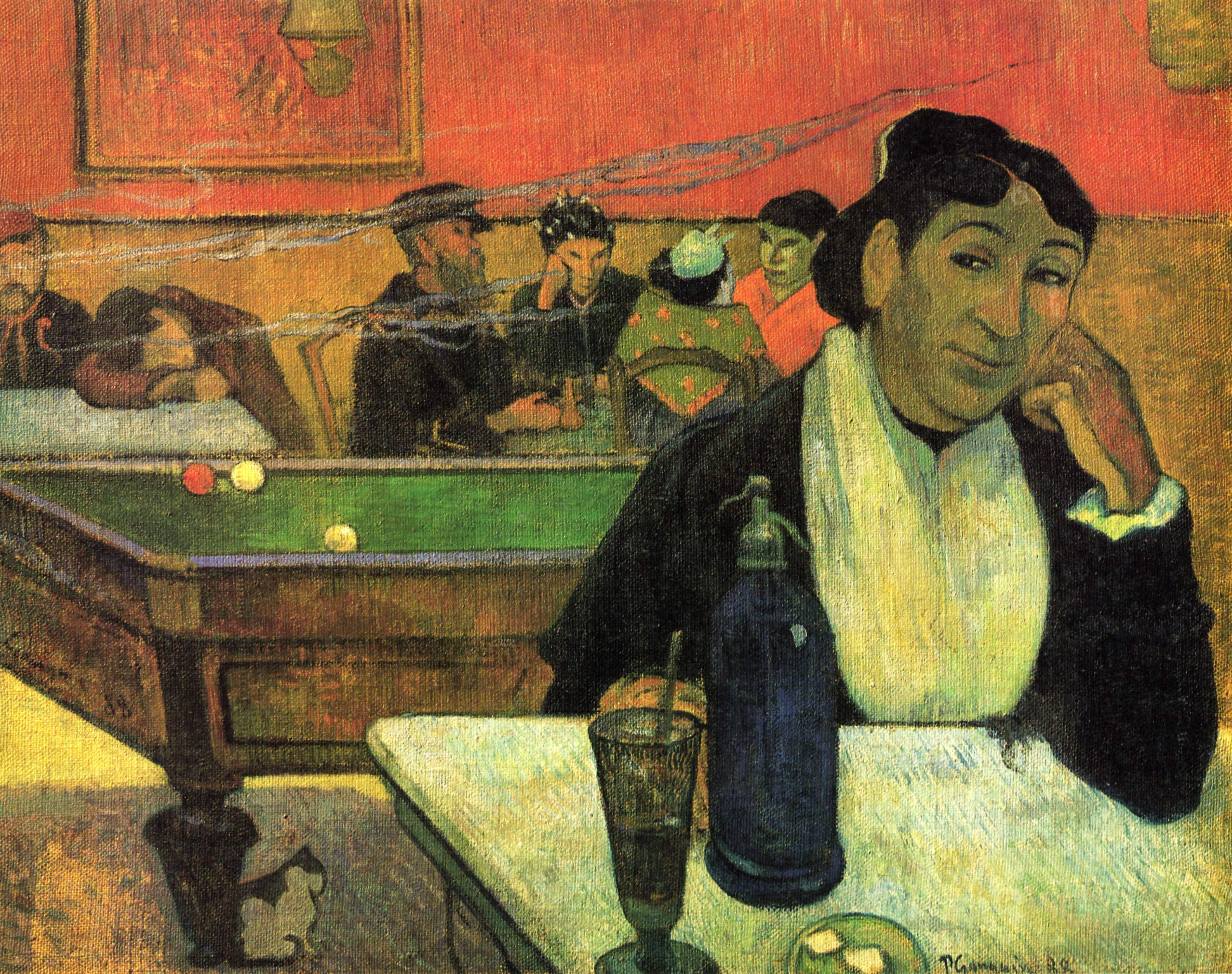
아를의 야간 카페 (마담 기누), 1888년
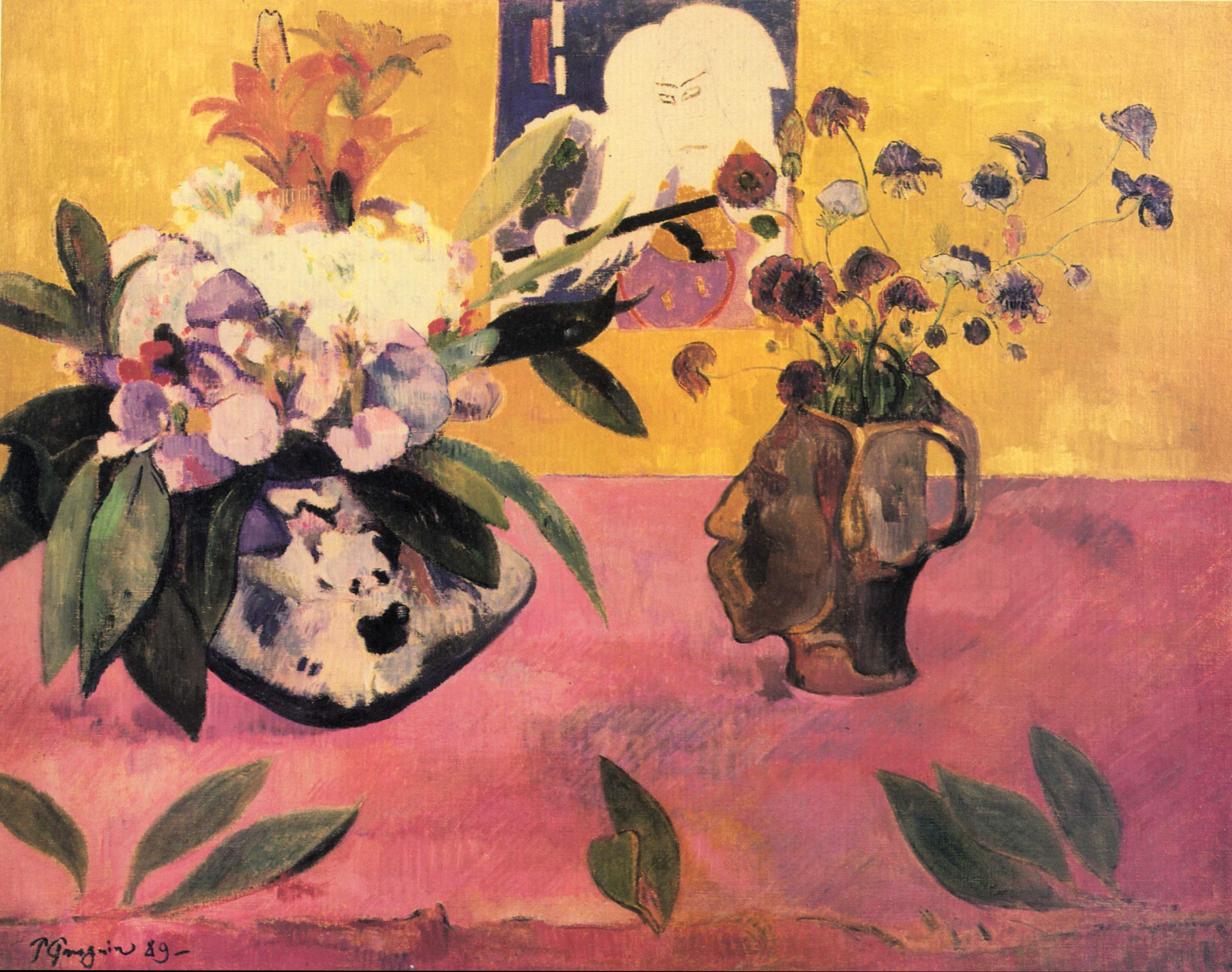
머리 모양의 물병과 일본 목판화가 있는 일상. 1889년
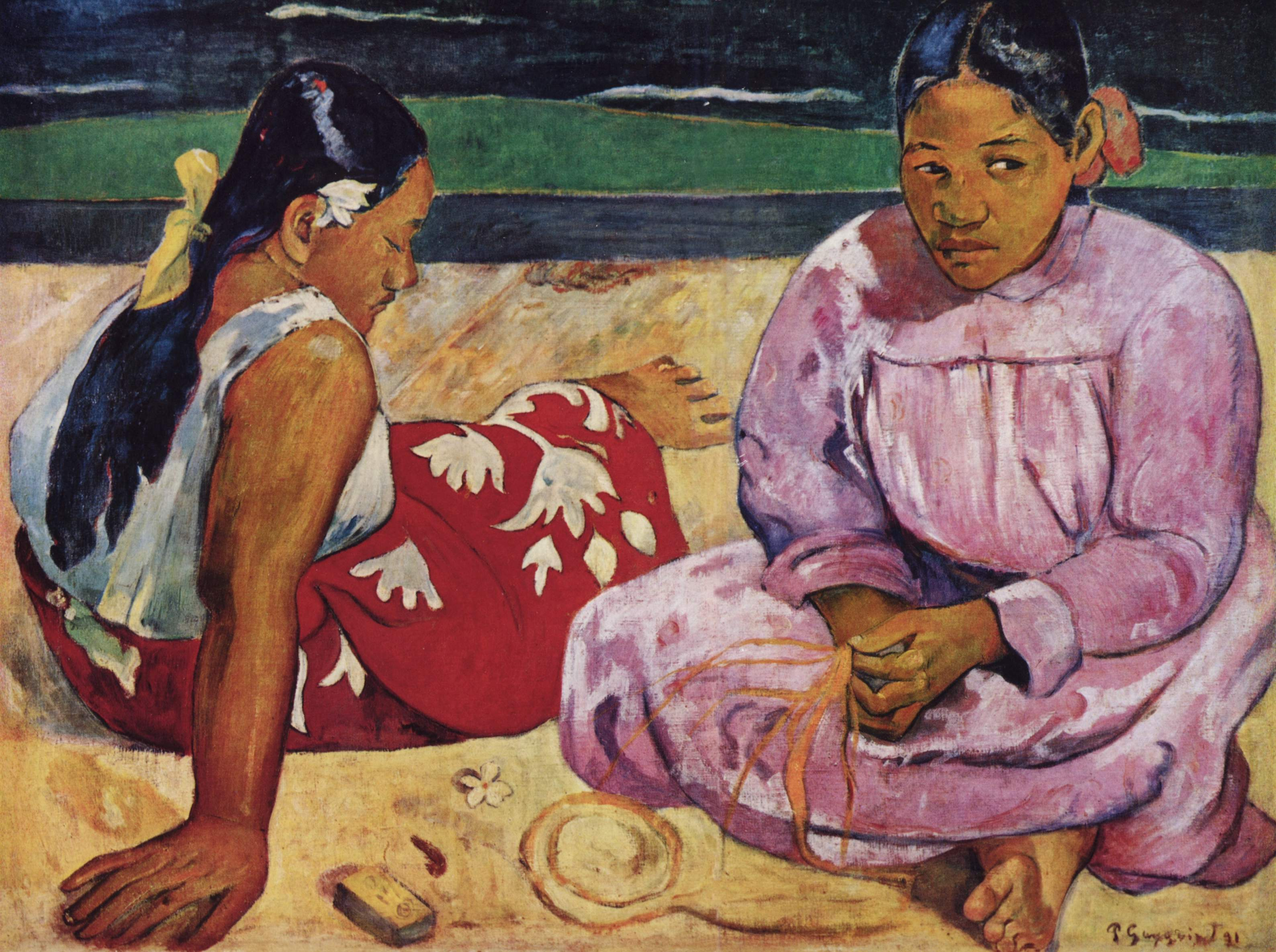
타히티의 여인들, 1891년
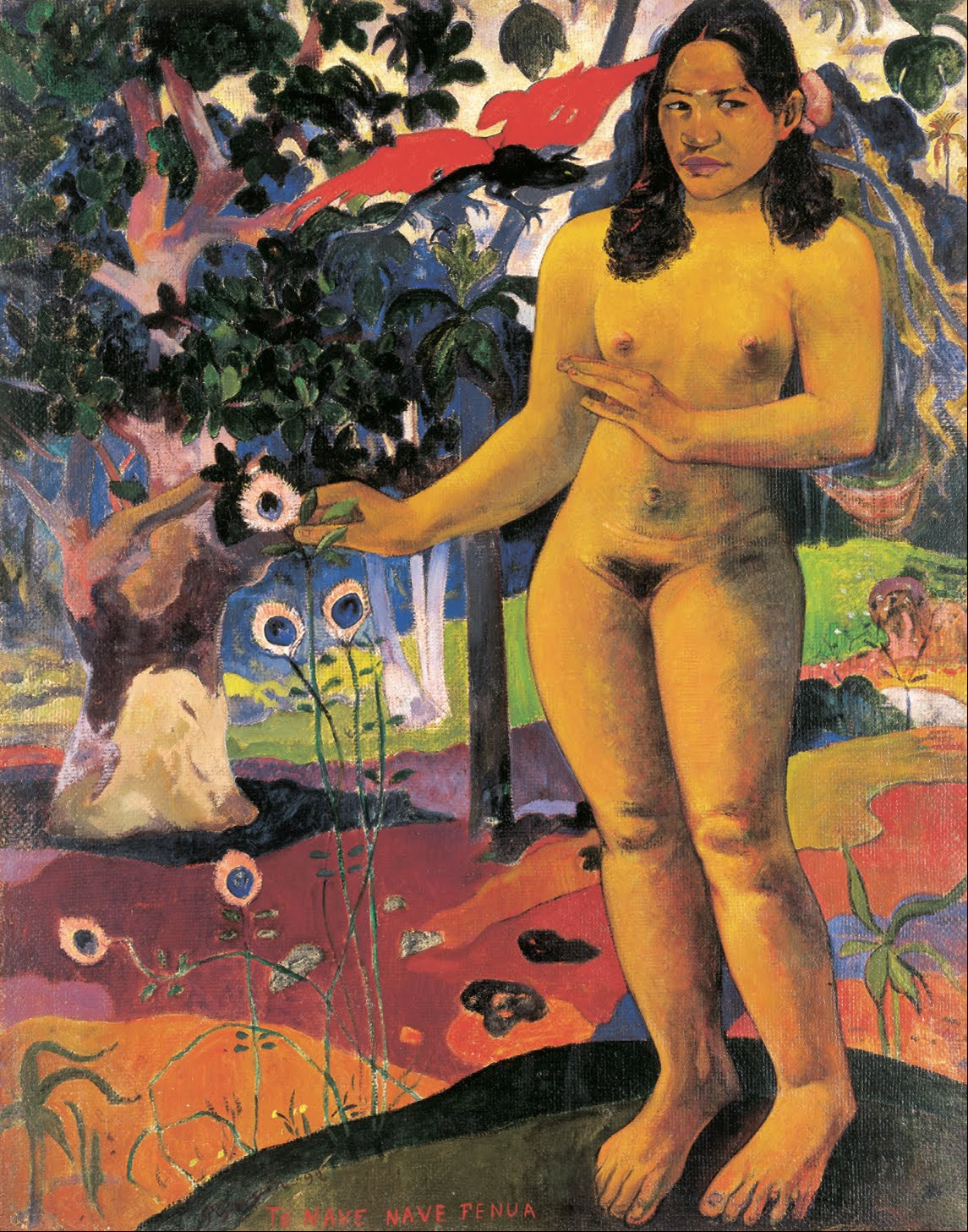
빛나는 땅, 1892년
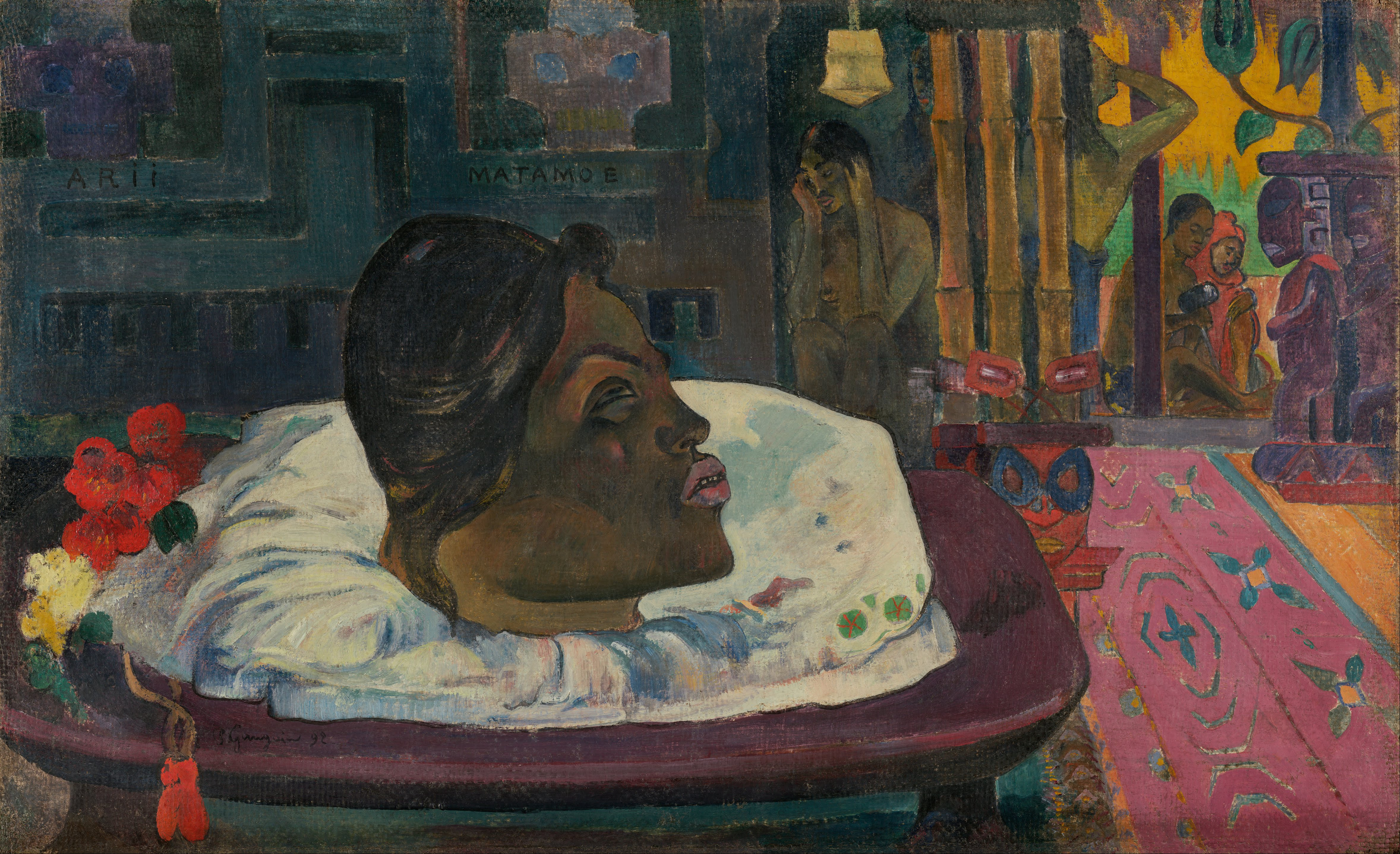
왕의 종말, 1892년
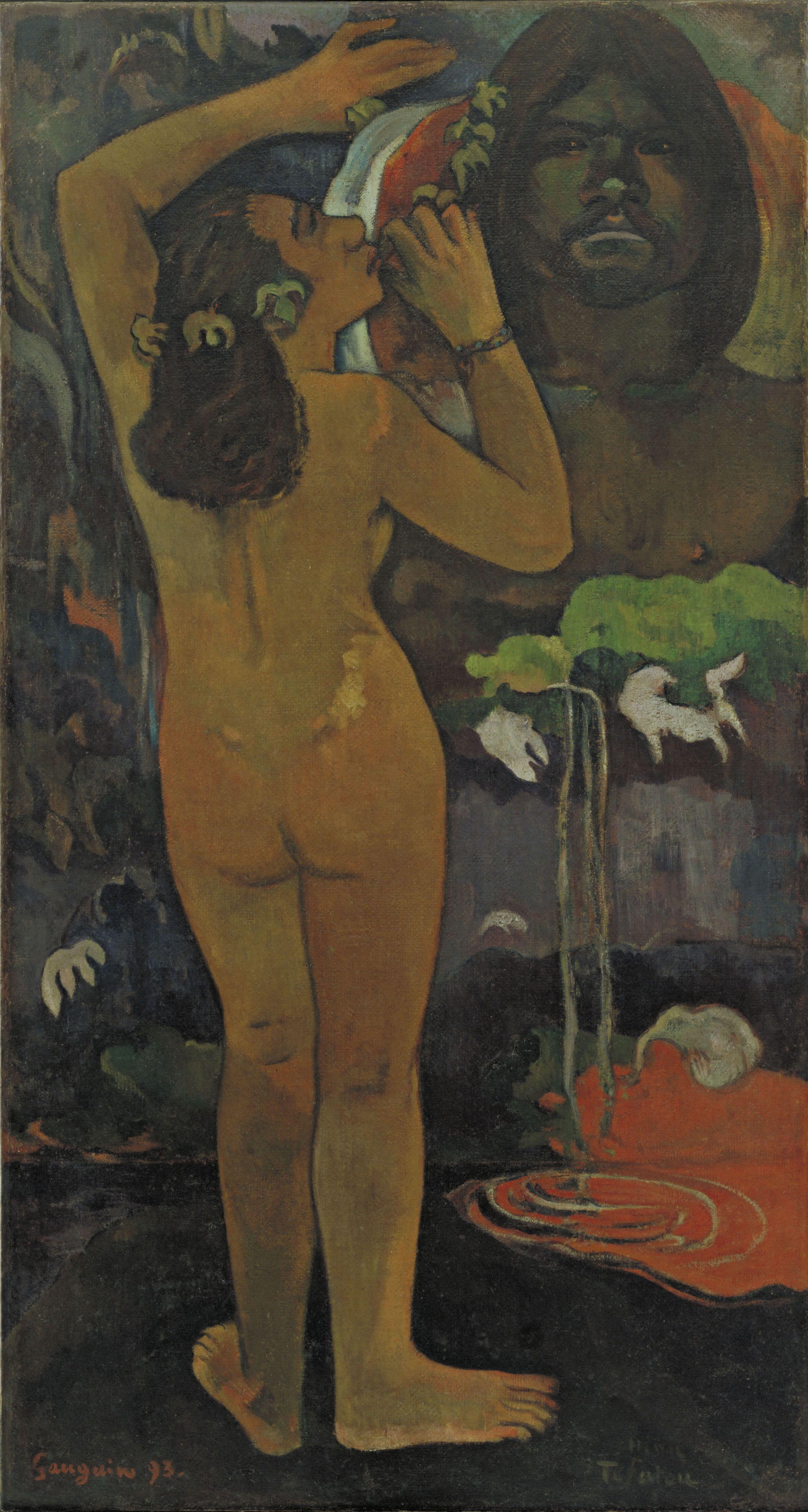
달과 지구, 1893년
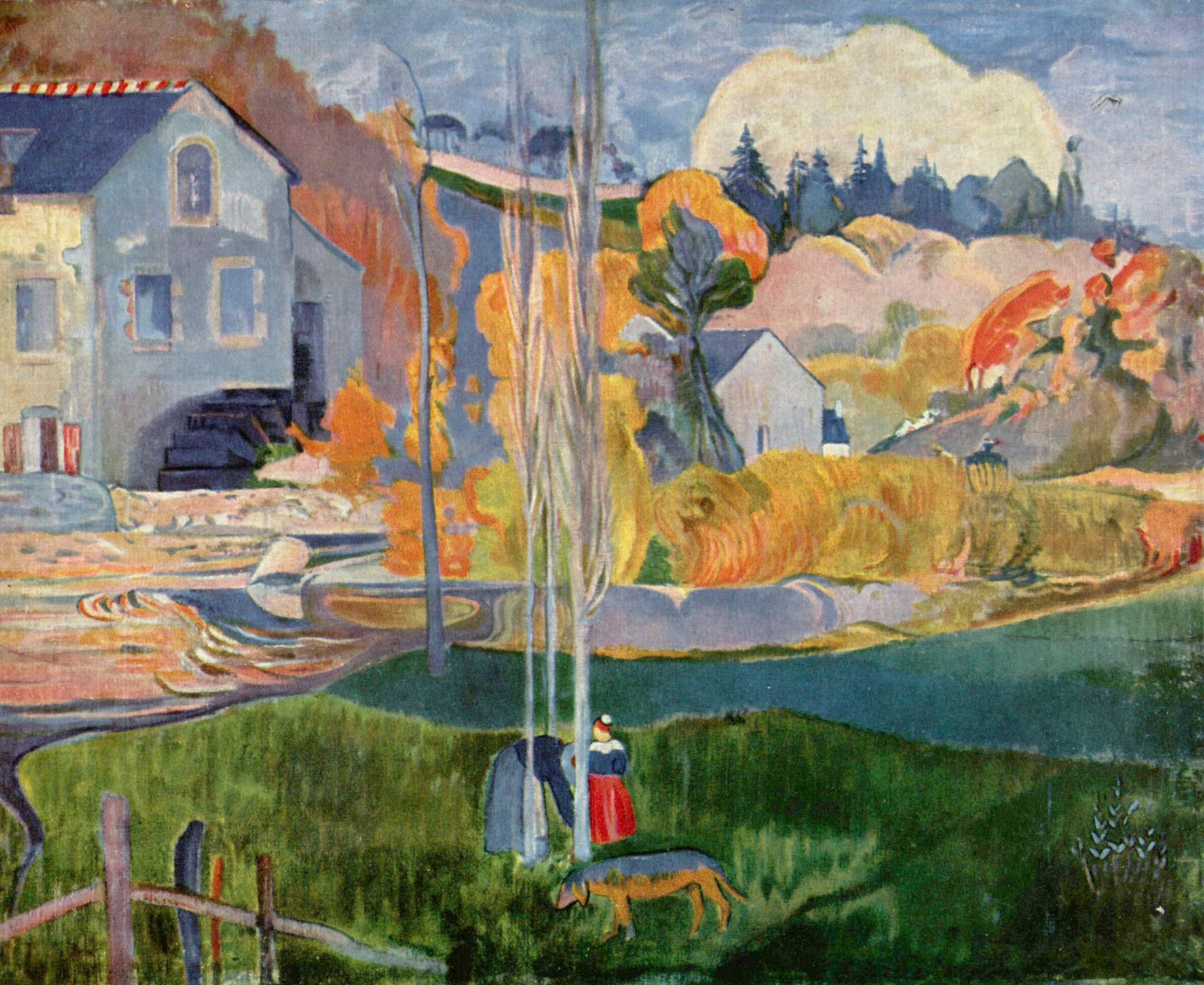
퐁타벤의 물래방아, 1894년
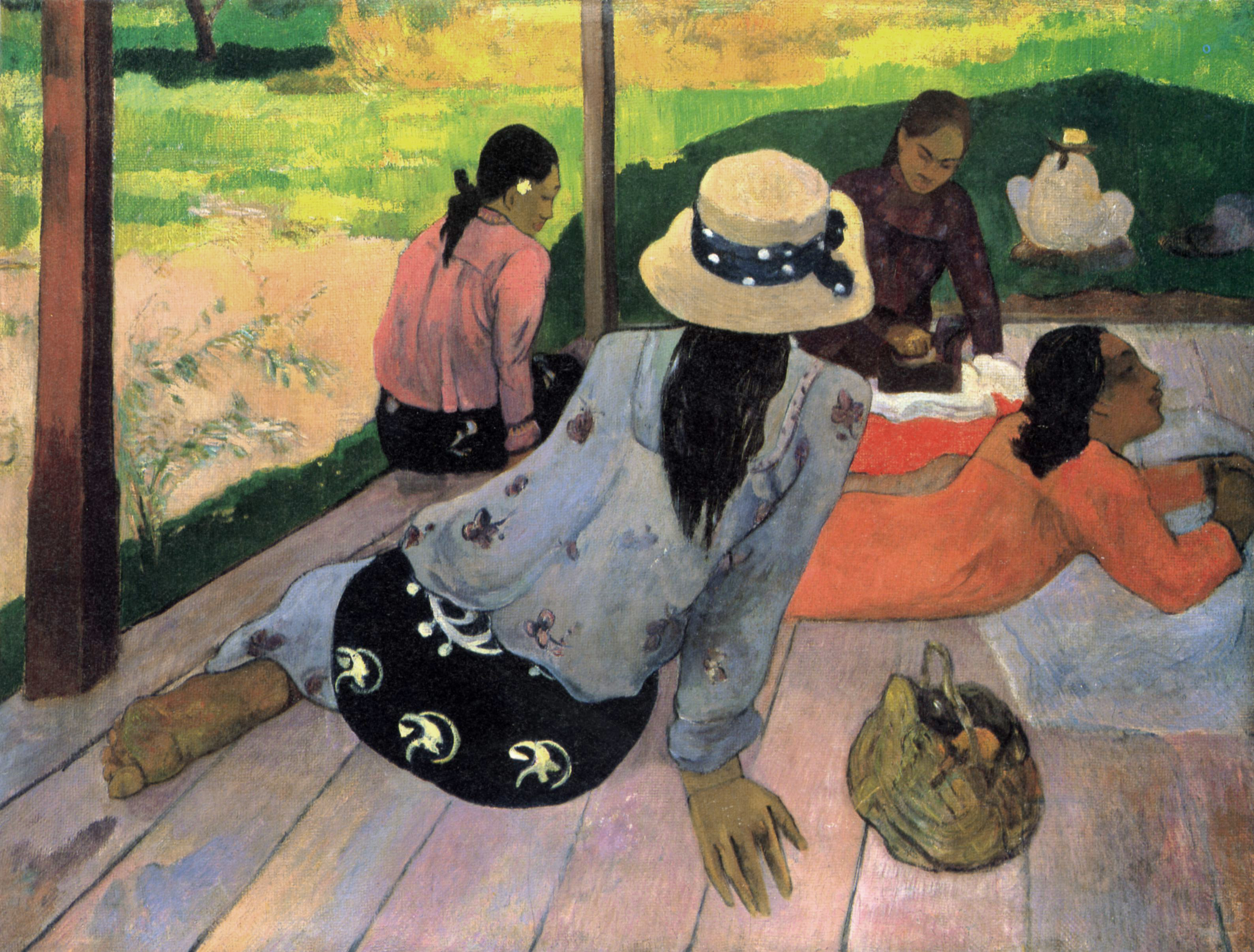
낮잠, 1894년
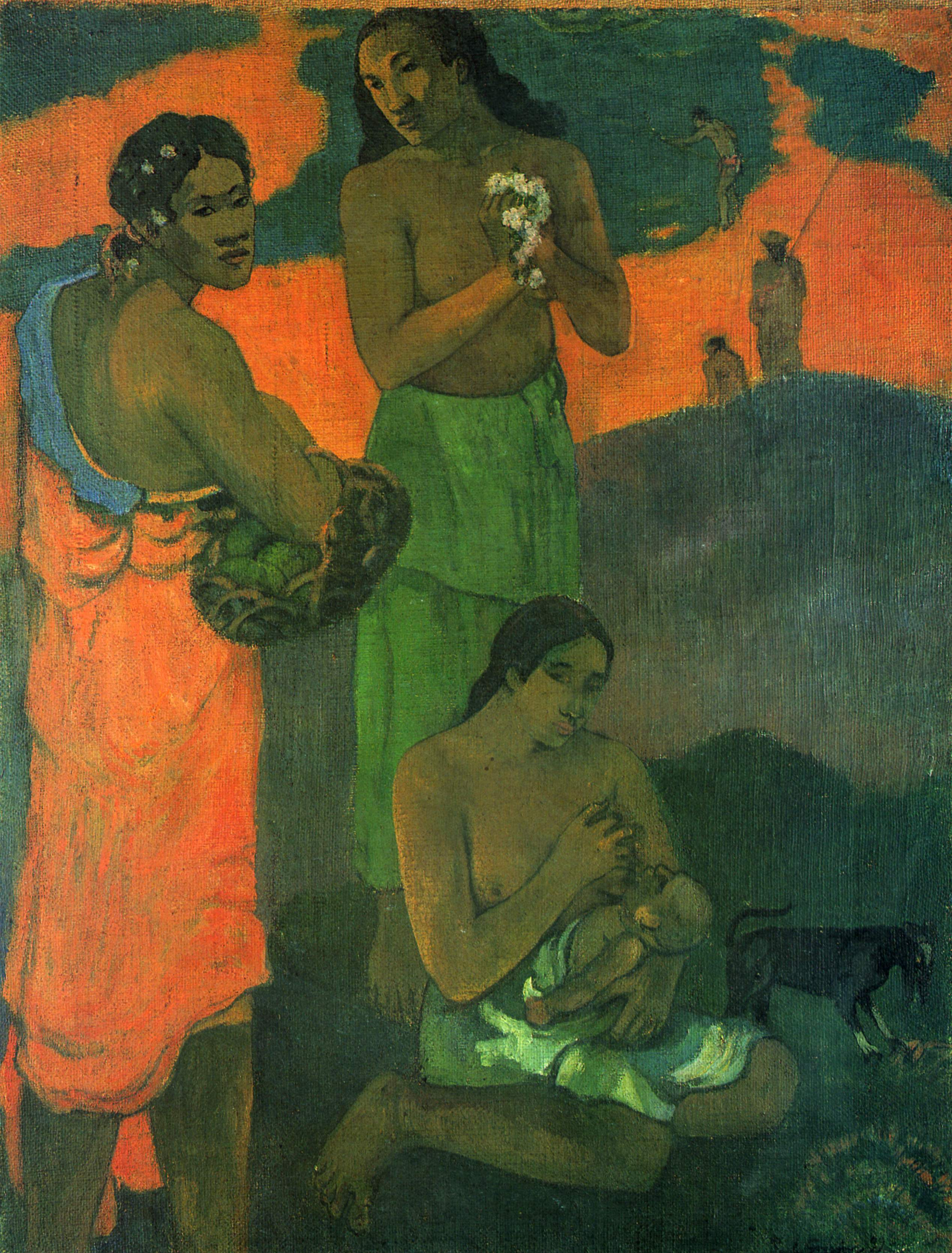
모성, 1899년
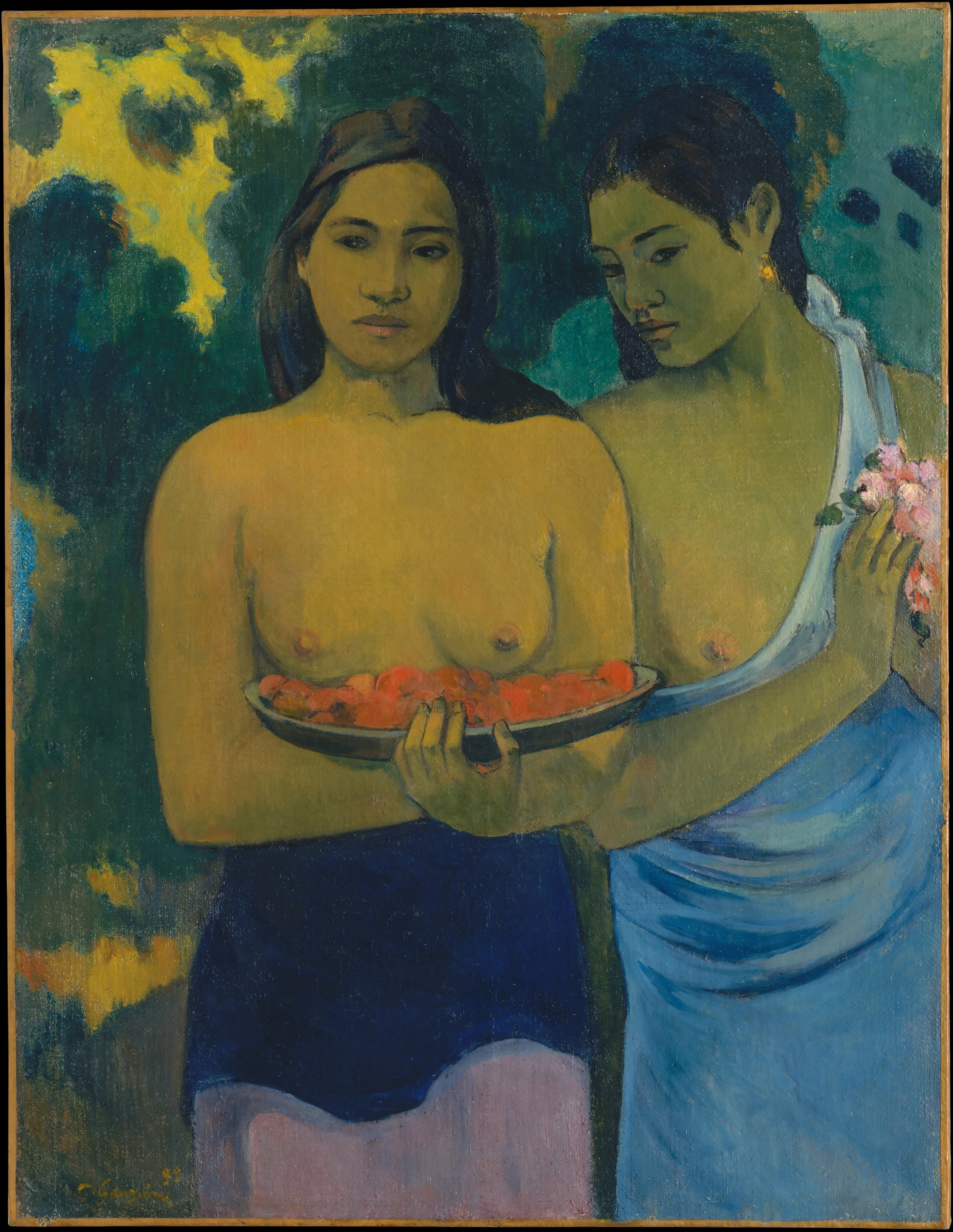
두 타히티 여인들, 1899년
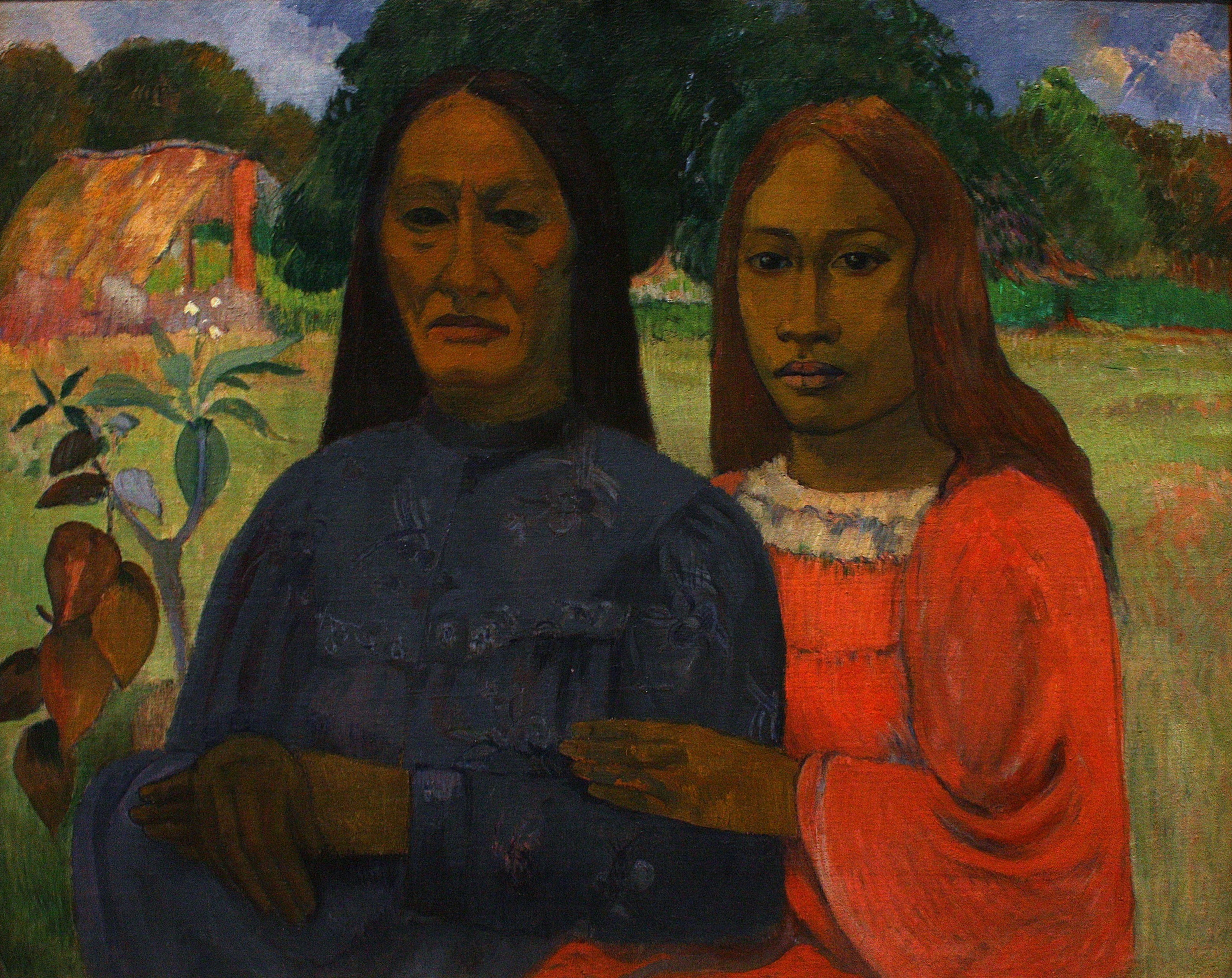
두 여인, 1901년 또는 1902년

## 같이 보기
- 프레더릭 딜리어스

## 참고 문헌
- Bowness, Alan (1971년 8월 5일). 《Gauguin》. Phaidon Press Limited. 16쪽. ISBN 0 7148 1481 4.
- Blackburn, Henry (1880). 《Breton Folk: An Artistic Tour in Brittany》. Illustrated by Randolph Caldecott. London: Sampson Low, Marston, Searle & Rivington.
- Cachin, Françoise (1992). 《Gauguin: The Quest for Paradise》. 'New Horizons' series. 번역 Paris, I. Mark. Thames & Hudson. 195쪽. ISBN 0 500 30007 0.
- C. Childs, Elizabeth; Figura, Starr; Foster, Hal; Mosier, Erika (2014). Gauguin: Metamorphosis. Museum of Modern Art. ISBN 978 0 87070 905 0.
- Childs, Elizabeth C. (2011년 10월 6일). 〈Chapter 6: Remixing Paradise – Gauguin and the Marquesas Islands〉.   Greub, Suzanne. 《Gauguin and Polynesia》. Hirmer Verlag. 306–321쪽. ISBN 978-3-7774-4261-7.
- Danielsson, Bengt (1965). 《Gauguin in the South Seas》. New York: Doubleday. 336쪽.
- Danielsson, Bengt (1969). 《The Exotic Sources of Gauguin's Art》. 29쪽.
- Eisenman, Stephen F., (1999). Gauguin's Skirt. London: Thames and Hudson. ISBN 978-0-500-28038-6.
- Eisenman, Stephen F., (2008). Paul Gauguin: Artist of Myth and Dream. Milan: Skira. ISBN 8861304583
- Field, Richard S. (1973). 《Paul Gauguin: Monotypes》. Philadelphia Museum of Art (Lebanon Valley). LCCN 73077306.
- Frèches-Thory, Claire (1988). 〈The Return to France〉. 《The Art of Paul Gauguin》. with Peter Zegers. National Gallery of Art. 369–73쪽. ISBN 0-8212-1723-2. LCCN 88-81005.
- Goddard, Linda (2008). “'The Writings of a Savage?' Literary Strategies in Paul Gauguin's "Noa Noa"”. 《Journal of the Warburg and Courtauld Institutes》 (Warburg Institute) 71: 277–293. JSTOR 20462786.
- Gauguin, Paul; Morice, Charles (1901). Noa Noa: The Tahiti Journal of Paul Gauguin.
- Gauguin, Paul (2011) [1921]. 《Paul Gauguin's Intimate Journals》. Translated by Van Wyck Brooks. Mineola, New York: Dover Publications. ISBN 978-0-486-29441-4.
- Gauguin, Paul. The letters of Paul Gauguin to Georges Daniel de Monfreid, translated by Ruth Pielkovo; foreword by Frederick O'Brien. archive.org
- Gayford, Martin (2006). 《The Yellow House: Van Gogh, Gauguin, and Nine Turbulent Weeks in Arles》. London: Penguin UK. 368쪽. ISBN 0-670-91497-5.
- Huntington Wright, Willard (1915). Modern Painting: Its Tendency and Meaning New York: John Lane Company.
- Mathews, Nancy Mowll (2001). 《Paul Gauguin, an Erotic Life》. New Haven, Connecticut: Yale University Press. 316쪽. ISBN 0-300-09109-5.
- Rewald, John (1986). Studies in Post-Impressionism. Harry N. Abrams Inc.
- Richardson, John (1991). A Life of Picasso, The Cubist Rebel 1907–1916. New York: Alfred A. Knopf. ISBN 978-0-307-26665-1.
- Solomon-Godeau, Abigail. Going Native, Paul Gauguin and the Invention of the Primitivist Modernist. The Expanding Discourse: Feminism and Art History. 1st ed. Boulder, CO: WestView, 1992. 313–329
- Stuckey, Charles F. (1988). 〈The First Tahitian Years〉. 《The Art of Paul Gauguin》. with Peter Zegers. National Gallery of Art. 210–95쪽. ISBN 0-8212-1723-2. LCCN 88-81005.
- Sweetman, David (1995). Paul Gauguin, A Life. New York City: Simon & Schuster. ISBN 0-684-80941-9.
- Szech, Anna (2015년 2월 15일). 〈Marquesas 1901–1903〉.   Bouvier, Raphaël; Schwander, Martin. 《Paul Gauguin》. Fondation Beyeler (Hatje Cantz). 148–9쪽. ISBN 978-3-7757-3959-7.
- Thomson, Belinda (1987). 《Gauguin》. London: Thames and Hudson. 215쪽. ISBN 0-500-20220-6.
- Walther, Ingo F. (2000). 《Gauguin》. Taschen. 95쪽. ISBN 978 3 8228 5986 5.
- Danielsson, Bengt (1965). 《Gauguin in the South Seas》. Garden City, New York: Doubleday.
- Morice, Charles (1901). Noa Noa: The Tahiti Journal of Paul Gauguin, Paris: H. Floury.
- Gauguin, Paul (Brooks, Van Wyck, translator; 1997). Gauguin's Intimate Journals. Preface by Emil Gauguin, New York, Crown Publishers, 1936.
- Pichon, Yann le; translated by I. Mark Paris (1987). Gauguin: Life, Art, Inspiration. New York: Harry N Abrams. ISBN 978-0-8109-0993-9.
- Rewald, John (1956; revised 1978). History of Post-Impressionism: From Van Gogh to Gauguin, London: Secker & Warburg.
- Rewald, John. (1946) History of Impressionism.